# 태피스트리

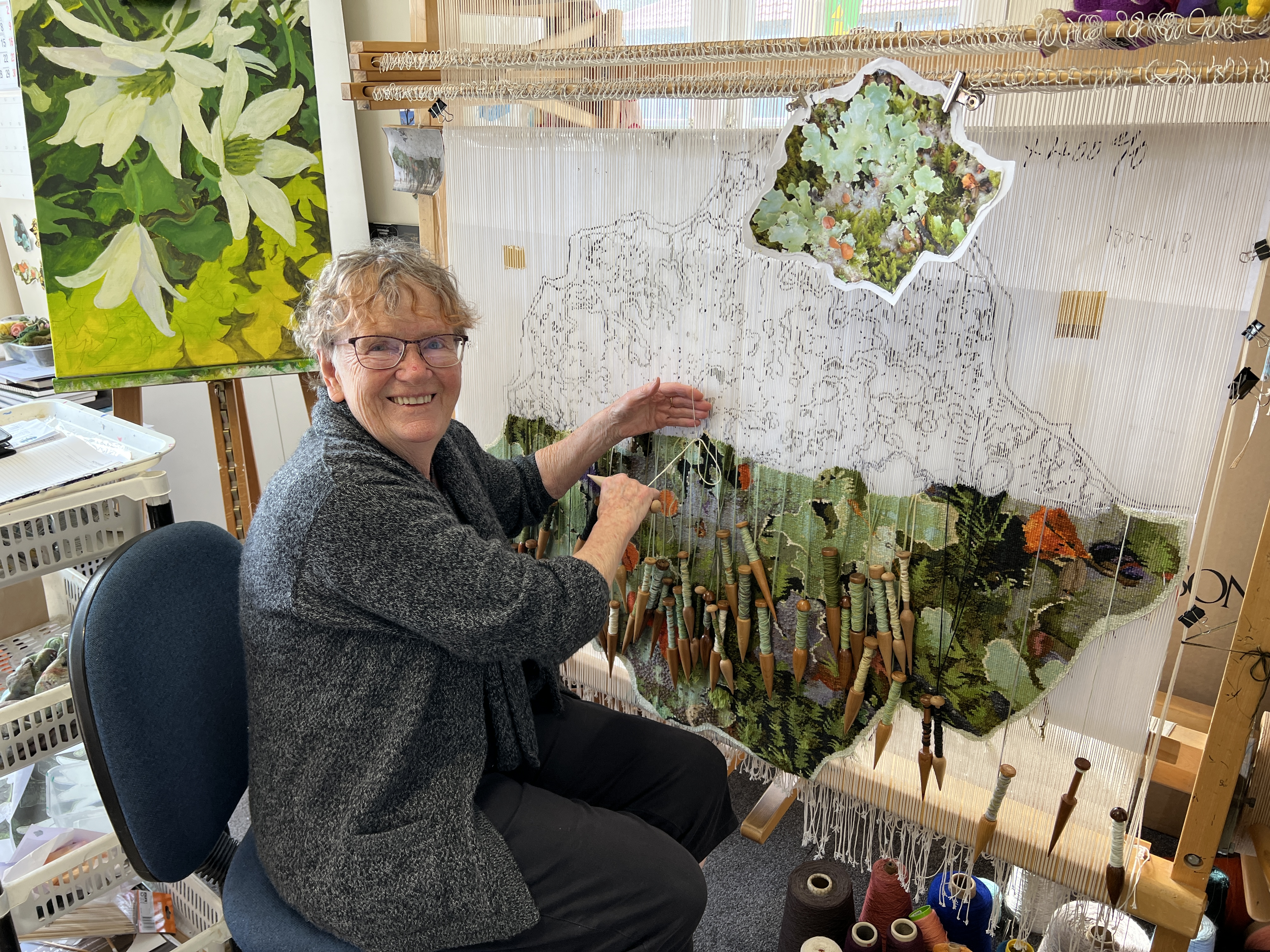
높은 씨실 직조기로 작은 태피스트리를 짜는 모습, 2022년, 뉴질랜드

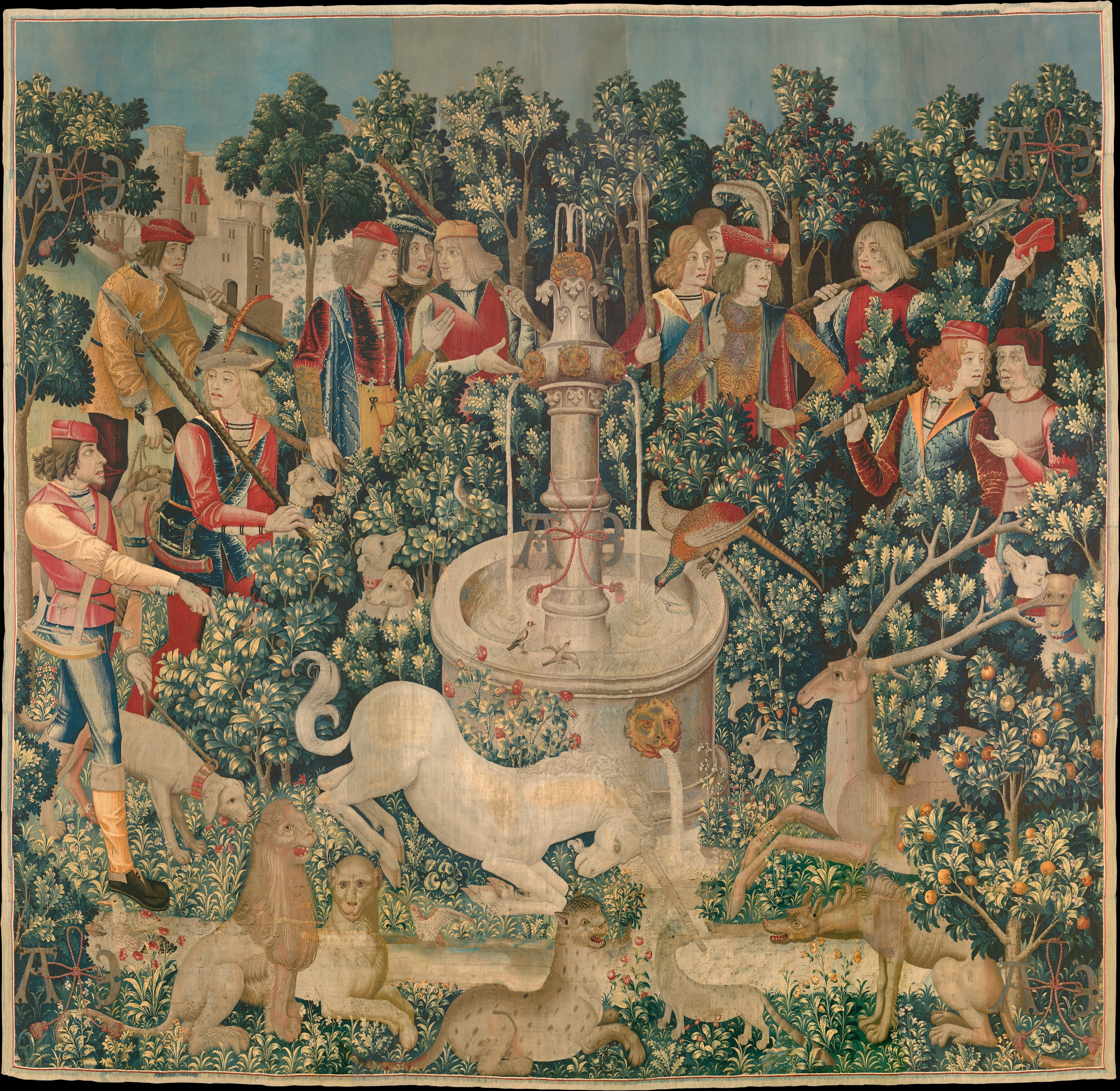
일각수 사냥 연작 중 하나인 태피스트리: 일각수를 찾다, 1495~1505년경, 클로이스터스, 메트로폴리탄 미술관, 뉴욕

태피스트리(tapestry)는 전통적으로 직조기로 손으로 짠 직물 예술의 한 형태이다. 일반적으로 무늬보다는 이미지를 만드는 데 사용된다. 태피스트리는 상대적으로 약하고 만들기 어렵기 때문에 대부분의 역사적 작품은 벽에 수직으로 걸거나(때로는 텐트에도), 때로는 테이블이나 침대와 같은 가구 위에 수평으로 걸도록 의도되었다. 일부 시대에는 더 작은 조각을 만들었는데, 이는 종종 길고 좁았으며 다른 직물의 테두리로 사용되었다. 대부분의 직조공은 모섬유, 아마포 또는 면섬유와 같은 천연 날실을 사용한다. 씨실은 주로 모섬유나 면섬유이지만 견섬유, 금, 은 또는 기타 대안을 포함할 수 있다.

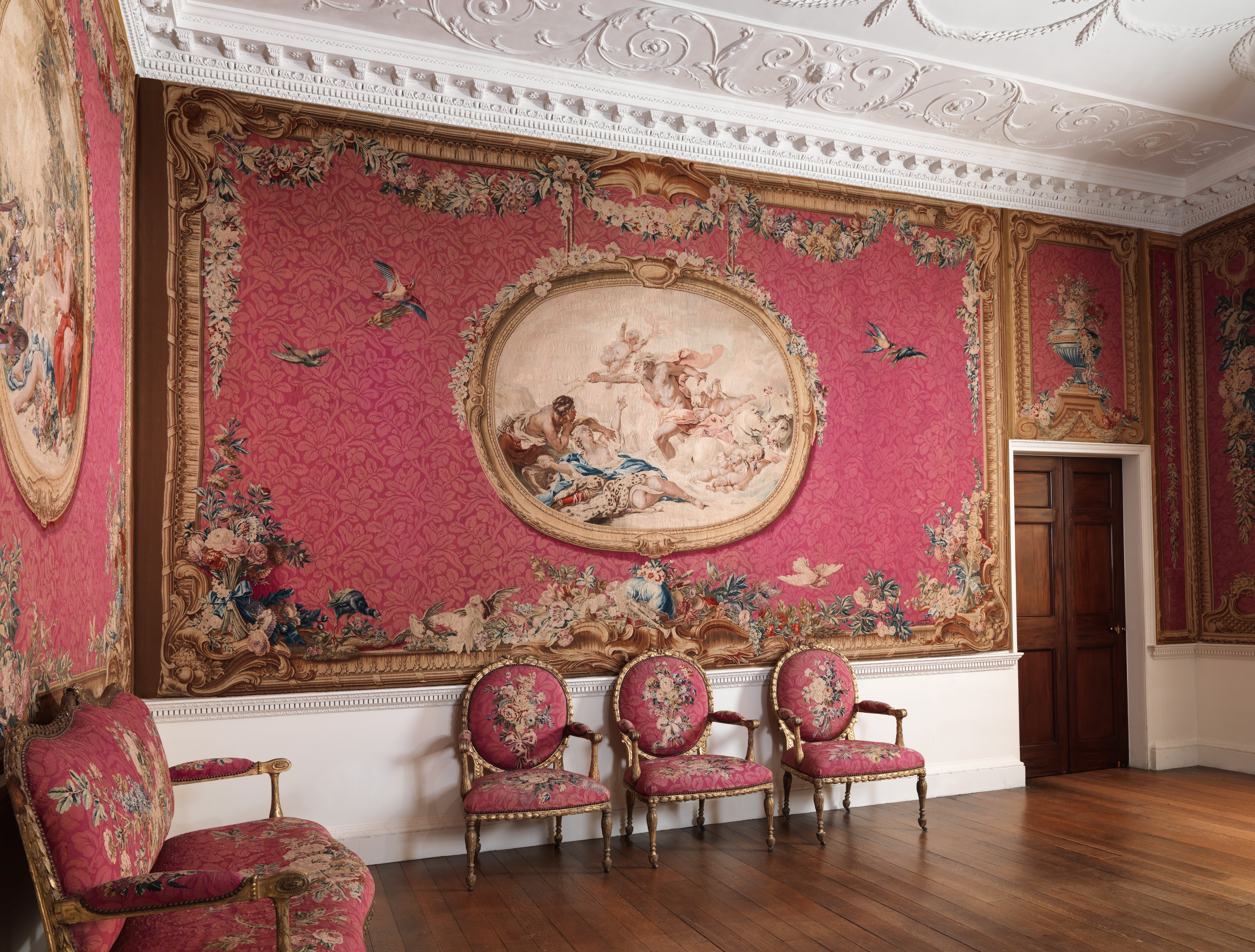
크룸 궁정의 태피스트리 방, 메트로폴리탄 미술관으로 옮겨졌으며, 맞춤 제작된 18세기 고블랭 태피스트리로 꾸며져 있으며 의자도 덮여 있다. 1763~71년

중세 후기 유럽에서 태피스트리는 2차원적인 구상 이미지에 있어서 가장 웅장하고 비싼 매체였으며, 회화의 중요성이 빠르게 부상했음에도 불구하고 16세기 말까지, 어쩌면 그 이후까지도 많은 르네상스 후원자들의 눈에는 이 위치를 유지했다. 유럽의 전통은 프랑스 혁명과 나폴레옹 전쟁이 일어나기 전까지 예술 양식의 광범위한 변화를 계속해서 발전시키고 반영했으며, 19세기에는 더 작은 규모로 부활했다.
기술적으로 태피스트리는 씨실면 직조로, 대부분의 직조 직물과 달리 날실과 씨실이 모두 보일 수 있는 것과 달리 완성된 작품에서는 모든 날실이 숨겨진다. 태피스트리 직조에서는 씨실이 일반적으로 불연속적이다(브로케이드와 달리). 장인은 각 색상의 씨실을 자신의 작은 무늬 영역에서 앞뒤로 엮는다. 이는 디자인을 형성하기 위해 날실의 일부에 걸쳐 다른 색상의 씨실을 작업하는 평직 씨실면 직조이다. 유럽 태피스트리는 일반적으로 한쪽 면에서만 보이도록 만들어지며, 종종 뒷면에 평범한 안감이 추가된다. 그러나 중국의 케시와 콜럼버스 이전 페루의 태피스트리와 같은 다른 전통은 양쪽 면에서 보이도록 태피스트리를 만든다.
태피스트리는 자수 (공예)의 다른 기술과 구별되어야 한다. 비록 이미지 있는 대형 자수 작품이 때때로 "태피스트리"라고 느슨하게 불리지만, 유명한 바이외 태피스트리처럼 실제로는 자수이다. 중세 이후 유럽 태피스트리는 매우 클 수 있었고, 수십 개의 인물이 포함된 이미지를 담고 있었다. 종종 세트로 제작되어 방 전체를 태피스트리로 걸 수 있었다.

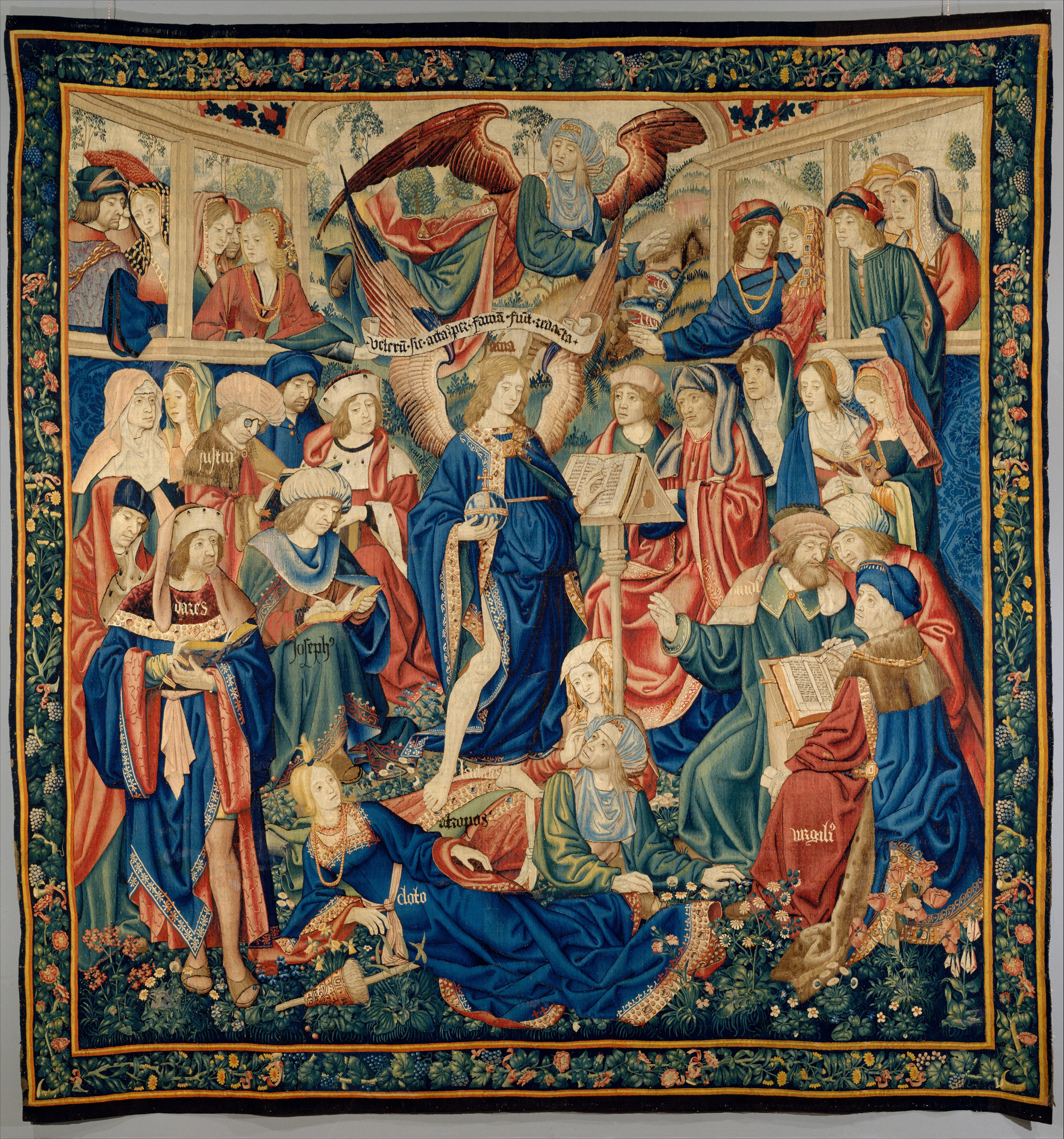
명예의 승리, 아마도 브뤼셀, 1500년대

## 용어 및 어원

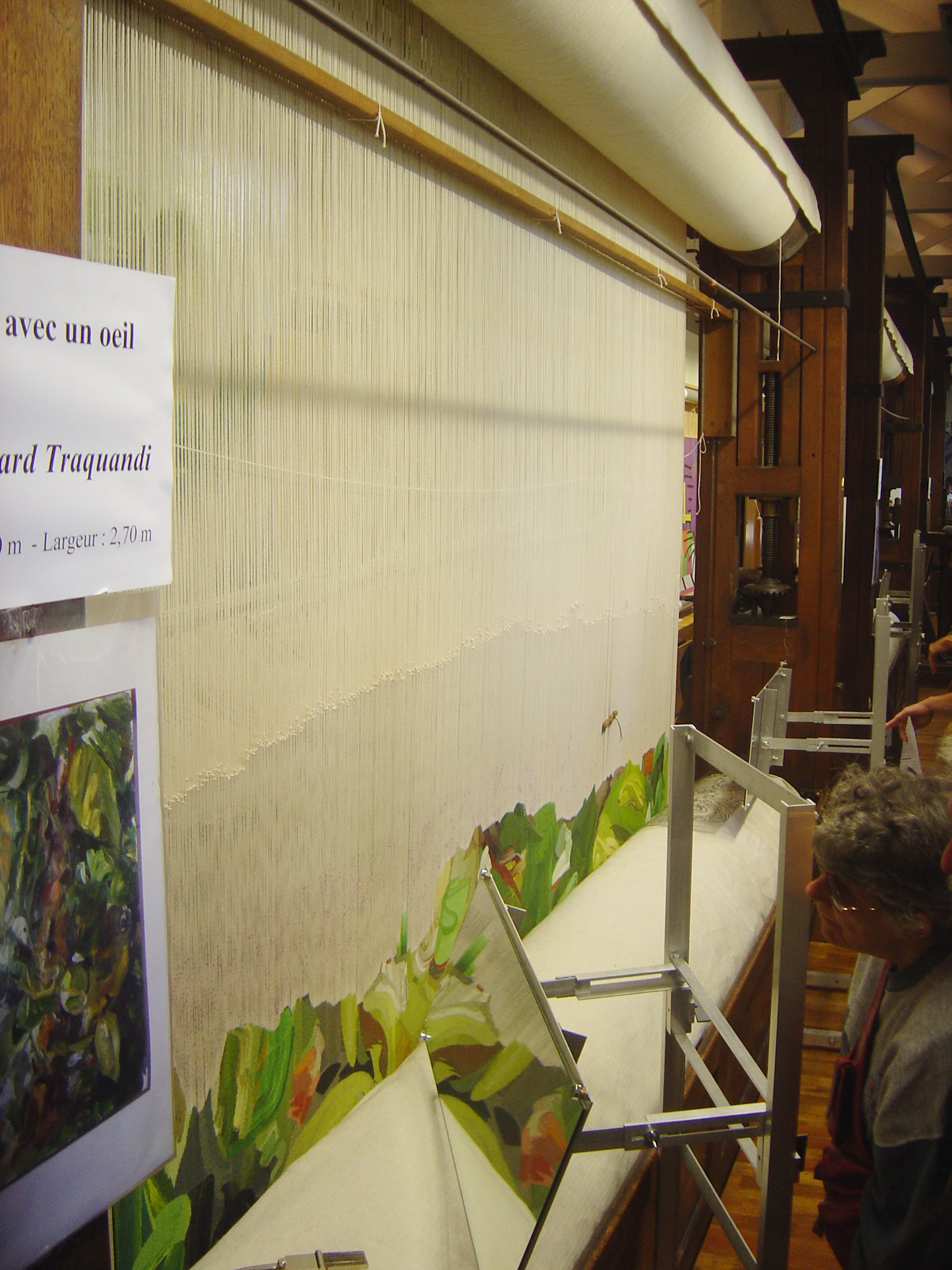
고블랭 제조소의 높은 씨실 직조기. 직조공이 작업물을 따라갈 수 있도록 거울이 설치되어 있다.

영어에서 "tapestry"는 두 가지 의미를 가지며, 둘 다 여기서 다루는 대부분의 작품에 적용된다. 첫째, 위에서 설명한 태피스트리 직조 기술을 사용하는 작업을 의미하며, 둘째, 구상적인 디자인이 있는 상당히 큰 직물 벽걸이를 의미한다. 바이외 태피스트리와 같은 일부 자수 작품은 두 번째 정의에는 해당하지만 첫 번째 정의에는 해당하지 않는다. 프랑스어 동의어인 'tapisserie'는 니들포인트 작업도 포함하므로, 가구 커버와 같이 두 가지 기술이 모두 사용되는 작품의 경우 혼동을 야기할 수 있다.
옥스포드 영어사전에 따르면, 영어에서 가장 초기에 사용된 예는 1434년의 유언장에 "Lectum meum de tapstriwerke cum leonibus cum pelicano"라고 언급된 것이다. 사전은 "장식이나 회화적 주제로 디자인된 직물로, 채색, 자수 또는 색상으로 직조되어 벽걸이, 커튼, 좌석 커버 등으로 사용되는 것"을 포함하는 넓은 정의를 제공하며, "특히" 태피스트리 직조로 짜인 것을 언급한다.
태피스트리라는 단어는 고대 프랑스어 tapisserie에서 유래했으며, 이는 "두꺼운 직물로 덮다, 카펫을 깔다"는 뜻의 tapisser에서 왔다. 다시 tapis, "두꺼운 직물"에서 유래했으며, 라틴어 tapes (속: tapetis)를 거쳐 그리스어 τάπης (tapēs; 속: τάπητος, tapētos), "카펫, 깔개"의 라틴어화이다. 이 단어의 가장 초기에 입증된 형태는 선형문자 B 음절문자로 쓰여진 미케네 그리스어 𐀲𐀟𐀊, ta-pe-ja이다.
"태피스트리"는 그들의 고전적인 시기가 끝날 때까지 흔한 영어 용어가 아니었다. "벽걸이" 또는 "천"이라고 불리지 않는다면, 아라스가 주요 생산 중심지였던 시기부터 "아라스"라고 알려졌다. 아라초는 이탈리아어에서 여전히 태피스트리를 뜻하는 용어이며, 여러 유럽 언어에서는 프랑스 공장 이후 고블랭에 기반을 둔 변형을 사용한다. 예를 들어 덴마크어와 헝가리어는 모두 고블랭을 사용한다(덴마크어에서 'tapet'는 벽지를 의미한다). 토마스 캠벨은 1510년 이후 튜더 왕실 소장품과 관련된 문서에서 "아라스"는 특히 금실을 사용한 태피스트리를 의미했다고 주장한다.

## 생산
태피스트리는 직조의 한 종류이다. 직조공 앞에 태피스트리가 수직으로 늘어져 있는 수직 또는 "하이-워프" 직조기, 또는 중세 및 르네상스 시대 대형 작업장에서 흔히 사용되었지만 나중에 주로 작은 조각에 사용된 수평 "로우-워프" 직조기를 포함하여 다양한 디자인의 직기를 사용할 수 있다. 직조공은 항상 작품의 뒷면에서 작업하며, 일반적으로 실물 크기로 그려지거나 채색된 카툰 (만화) 또는 다른 태피스트리를 따른다. 설정에 따라 이는 태피스트리 이미지와 반대된다(거울상이다). 카툰은 일반적으로 더 작은 모형에서 만들어졌으며, 적어도 중세 후기부터 "산업" 작업장에서는 전문 예술가가 제작했으며, 그들은 종종 이 과정에 거의 또는 전혀 관여하지 않았다. 카툰은 직조공이 날실 선에 따라 그린 다음, 여전히 볼 수 있는 곳에 배치되었으며, 때로는 거울을 통해 직조공 뒤에 걸려 있었다. 낮은 씨실 직조기의 경우 카툰은 일반적으로 스트립으로 잘라 직조물 아래에 놓여 직조공이 실 "천"을 통해 볼 수 있었다. 남아있는 카툰의 매우 드문 예인 라파엘로 카르퉁은 이런 방식으로 잘려 있었다.
유럽의 "산업적" 태피스트리에서는 날실이 일반적으로 모섬유였지만, 더 장인적인 환경이나 오래된 것에서는 아마포가 자주 사용되었다. 씨실은 모섬유였으며, 가장 비싼 태피스트리에는 견섬유, 은 또는 금실이 사용되었다. 시스티나 경당 태피스트리와 아마도 헨리 8세 왕을 위해 처음 만들어졌을 아브라함의 이야기 (태피스트리) 세트와 같은 일부 유명한 디자인은 귀금속이 있는 버전과 없는 버전으로 남아 있다. 견섬유를 사용하면 비용이 4배 증가할 수 있었고, 금실을 추가하면 비용이 엄청나게 증가하여 모섬유만 사용했을 때의 50배에 달할 수도 있었다.
직조공은 대개 남성이었는데, 작업이 육체적으로 힘들었기 때문이다. 실을 방적하는 일은 대개 여성의 몫이었다. 디자인과 재료 외에도 태피스트리의 품질은 직조의 밀도에 따라 달라진다. 이를 측정하는 현대적인 방법 중 하나는 센티미터당 날실의 수이다. 한 명의 직조공이 한 달에 중간 품질의 태피스트리 1제곱 야드를 생산할 수 있지만, 최고급 품질의 경우 그 절반만 생산할 수 있다고 추정된다.

## 기능

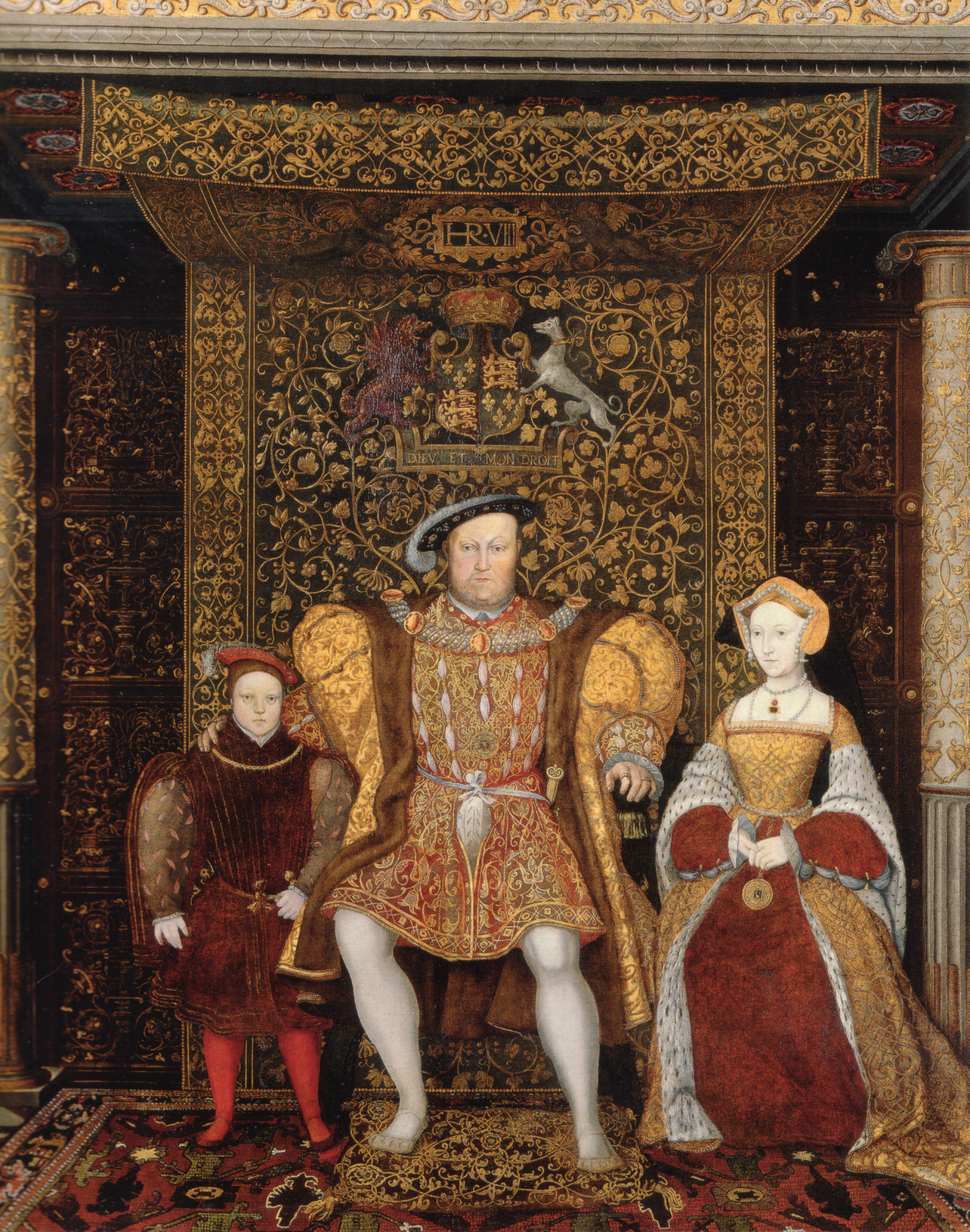
헨리 8세 국왕이 태피스트리 국기 아래에 앉아 있는 모습

장식용 태피스트리의 성공은 부분적으로 그 휴대성 때문이라고 설명할 수 있다(르 코르뷔지에는 한때 태피스트리를 "유목민의 벽화"라고 불렀다). 완전한 수직조 태피스트리 형태는 다른 직물 유형보다 새로운 구상적 디자인을 만드는 데 더 적합하며, 직조기는 훨씬 더 클 수 있었다. 왕과 귀족들은 태피스트리를 접어 한 거주지에서 다른 거주지로 옮길 수 있었다. 많은 왕들은 태피스트리의 관리, 수리 및 운반을 전담하는 자체 건물을 갖춘 "의상" 부서를 가지고 있었는데, 태피스트리는 큰 천 가방에 접혀 수레에 실려 운반되었다. 교회에서는 특별한 행사 때 전시되었다. 태피스트리는 겨울 동안 단열을 위해, 그리고 장식용으로 궁전과 성의 벽에 걸리기도 했다. 대관식, 왕실 입성 및 결혼식과 같은 특별한 의식 행렬에는 때때로 외부에 전시되기도 했다. 궁전의 더 공공적인 공간을 위해 디자인된 가장 크고 좋은 태피스트리는 특별한 행사 때만 전시되어 마모와 퇴색을 줄였다. 아마도 더 작은 개인 방은 영구적으로 걸려 있었을 것이다.
가구나 쿠션 커버, 또는 커튼이나 침대 장식으로 많은 작은 조각들이 만들어졌다. 다른 것들은, 특히 엘리트층이 아닌 후원자들을 위해 만들어진 경우, 그것들이나 태피스트리 전반이 시대에 뒤떨어진 것으로 여겨질 때 잘라내어 그러한 기능으로 재활용되었다. 가방, 때로는 의류도 다른 재활용 용도였다. 보베 제조소는 가구 덮개 전문 업체가 되어 프랑스 혁명 이후 이것이 주요 시장으로 남아있어 생존할 수 있었다. 귀금속 실이 있는 태피스트리의 경우, 금속을 회수하기 위해 태워지기도 했는데, 샤를 5세의 군사들이 시스티나 경당 태피스트리 중 일부를 그렇게 했고, 프랑스 총재정부는 1790년대에 르네상스 시대의 왕실 소장품 대부분을 그렇게 했다.
중세와 르네상스 시대에, 상징적인 엠블럼, 좌우명 또는 문장이 정교하게 짜인 부유한 태피스트리 패널인 발다키노, 국립 천막 또는 국기(國旗)는 권위의 상징으로 왕좌 뒤와 위에 걸렸다. 그러한 국기 아래의 좌석은 일반적으로 단상 위에 놓였다.
17세기경에 이르러 회화가 더욱 중요한 예술 작품으로 여겨지면서 궁전의 태피스트리들은 이동이 줄어들었고, 특정 방에 거의 영구적으로 부착되는 것으로 간주되었다. 바로 이때 많은 오래된 태피스트리들이 문과 창문 주위에 맞춰 잘려 나갔다. 또한 종종 그 위에 그림이 걸리는 수모를 겪기도 했다. 일부 새로운 태피스트리들은 특정 방에 맞춰 제작되었다. 지금 뉴욕에 있는 크룸 궁정의 고블랭 세트는 넓은 영역에 장식적인 디자인이 있어 고객 방의 치수에 맞게 쉽게 크기를 조절할 수 있었다.

## 초기 역사

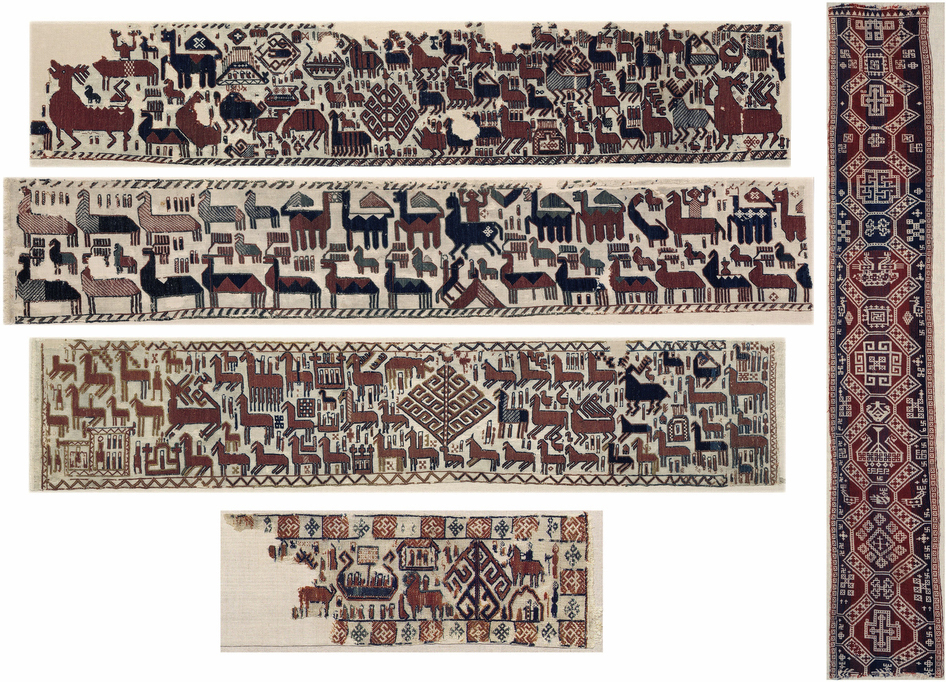
외베르호그달 태피스트리 5개

### 고대
태피스트리의 초기 역사에 대해서는 많은 부분이 불분명하다. 실제로 남아있는 유물이 매우 드물고, 그리스, 로마 등 문학 문헌에서는 태피스트리 기술이 묘사되고 있음을 확증할 만큼 충분한 세부 사항을 거의 제공하지 않는다. 고대 이집트에서는 투트모세 4세(기원전 1391년 또는 1388년 사망)와 투탕카멘(기원전 1323년경)의 무덤에서 아마포를 사용한 태피스트리 직조 조각이 발견되었는데, 후자의 경우 장갑과 로브였다.
약 2천 년 전으로 거슬러 올라가는 다양한 시기의 모섬유 조각들이 타림 분지의 호탄 근처 산풀(샴풀라)과 다른 유적지에서 발견되었다. 이 조각들은 헬레니즘 세계를 포함한 다양한 장소에서 만들어진 것으로 보인다. 산풀 태피스트리라고 알려진 가장 큰 파편들은 아마도 헬레니즘 기원이었을 것이며, 원래는 큰 벽걸이였지만 한 쌍의 바지를 만드는 데 재활용되었다.

### 초기 및 전성기 중세
500~550년경 비잔틴 이집트의 헤스티아 태피스트리는 그리스 문자로 이름이 새겨진 왕좌에 앉은 여신 헤스티아를 중심으로 많은 인물이 그려진 거의 온전한 모섬유 작품이다. 크기는 114 x 136.5cm (44.9 x 53.7인치)로 윗부분이 둥글며, 아마도 가정에 걸려 있었을 것으로 보이며, 이 후기 시대에도 그리스-로마 이교 사상이 지속되었음을 보여준다. 클리블랜드 미술관에는 비슷한 시기의 왕좌에 앉은 성모 마리아상이 있다. 초기 비잔틴 세계가 의복을 장식하기 위해 좋아했던 이미지들이 있는 많은 작은 테두리와 패치들이 태피스트리였다.
1000년경의 여러 유물들은 비교적 높이가 짧고 긴 태피스트리인 프리즈 (건축) 형태의 발전을 보여준다. 이들은 아마도 회당이나 교회 주변, 아마도 상당히 높은 곳에 걸려 있도록 디자인되었을 것이다. 남아있는 예시들은 거의 모두 교회에서 보존되었지만, 원래는 세속적인 용도였을 수도 있다. 1000년경의 성 게레온 천은 비잔틴 견직물(또는 페르시아의 동등한 것)에서 가져온 그리핀에게 공격받는 황소 모티프가 있는 메달 모양의 반복 패턴을 특징으로 하며, 아마도 라인란트에서 현지에서 직조되었을 것이다. 독일 쾰른 성 게레온 성당에 남아있었지만, 현재는 여러 박물관 소장품에 파편적으로 분포되어 있다(참조: 성 게레온 천).

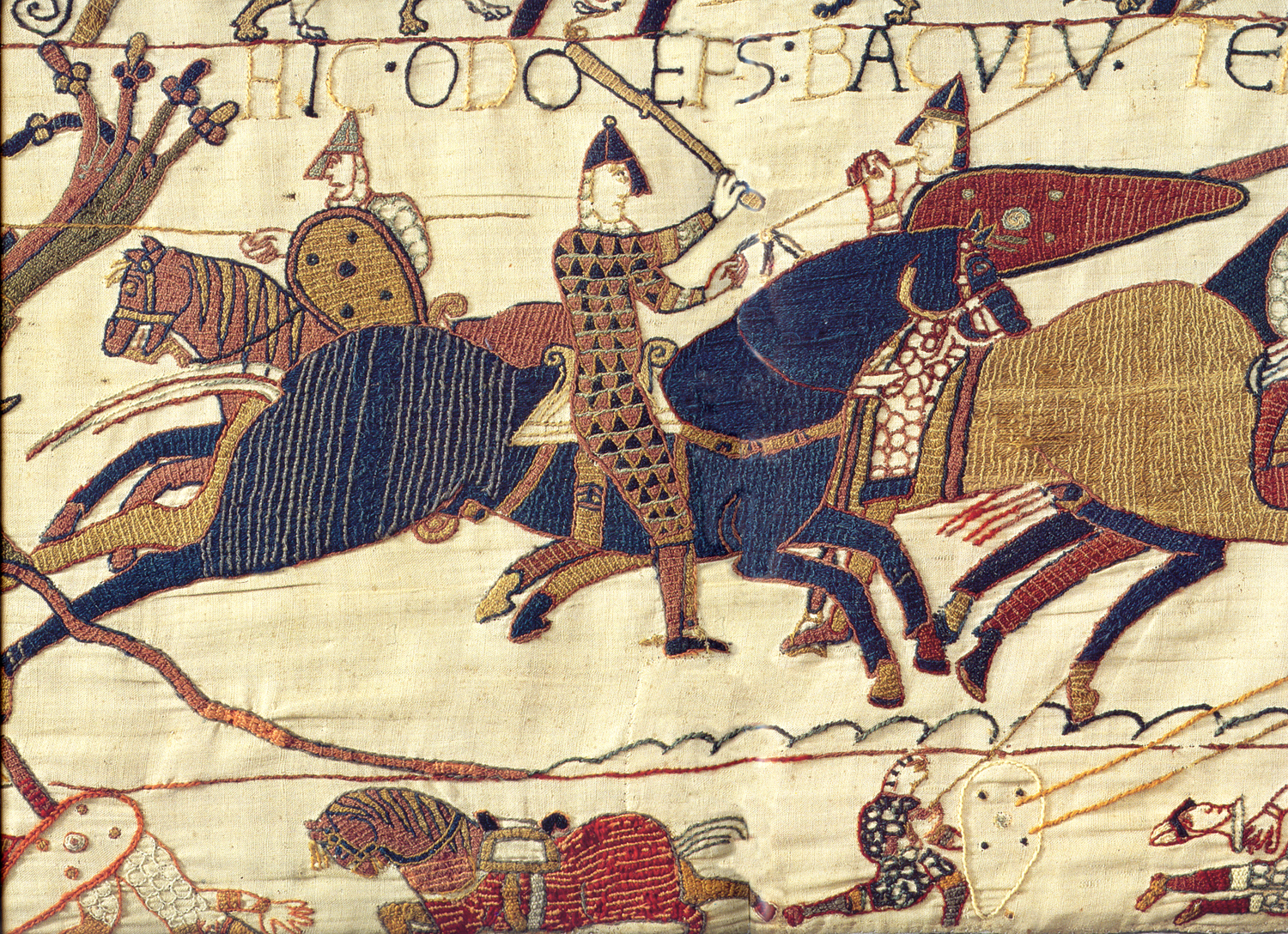
1066년 헤이스팅스 전투 중 바이외 주교 오도가 윌리엄 1세의 병사들을 소집하는 장면을 묘사한 바이외 태피스트리의 한 장면

스웨덴에서 발견된 외베르호그달 태피스트리의 다섯 조각은 1100년 전후 70년 이내로 제작된 것으로, 동물 그림이 인물보다 훨씬 많으며, 다양한 해석이 제시되었다. 한 조각은 기하학적 무늬를 가지고 있다. 역시 스웨덴에서 발견되었지만 아마도 14세기 초의 것으로 보이는 스코그 태피스트리도 비슷한 양식이다.
가장 유명한 프리즈 벽걸이는 실제로는 자수 (공예)인 바이외 태피스트리로, 길이는 68.38미터, 폭은 0.5미터(68.38 x 0.5 m (224.34 x 1.6 ft))이며, 원래는 더 길었을 것이다. 이 작품은 잉글랜드에서, 아마도 1070년대에 제작되었으며, 노르만인의 잉글랜드 정복의 서사가 라틴어 표제로 설명되어 매우 명확하다. 이는 앵글로-색슨 양식일 수도 있는데, 엘리 서에 따르면 앵글로-색슨 지휘관 비르흐트노스의 미망인이 엘리 수도원에 그의 공적을 기리는 태피스트리 또는 벽걸이를 주었는데, 아마도 바이외 태피스트리 양식이었을 것으로 추정되는 유일하게 남아있는 작품이다. 이 작품은 991년 맬던 전투에서 그가 사망한 직후 기증된 것이므로, 이전에는 그의 집에 걸려 있었을 것이다.
로마네스크 미술 양식으로 명확하게 라인란트의 채식필사본과 연관되는 서사적 종교 장면을 담은 한 무리의 작품들이 1200년경 독일 할버슈타트 대성당을 위해 제작되었으며, 특정 공간에 맞게 다르게 형태를 갖추었다. 이들은 아마도 수녀들 또는 인근 퀘들린부르크 수도원의 정규 참사 수녀들에 의해 만들어졌을 것이다.
이 시기에는 반복적인 장식 모티프, 특히 점점 더 문장적인 모티프가 흔한 디자인이었으며, 비잔틴 견직물과 같은 수입된 고급 직물의 양식과 유사했다. 위에서 언급된 태피스트리 중 성 게레온 천이 이 양식을 가장 잘 나타낸다.

## 전성기, 1350년 이후

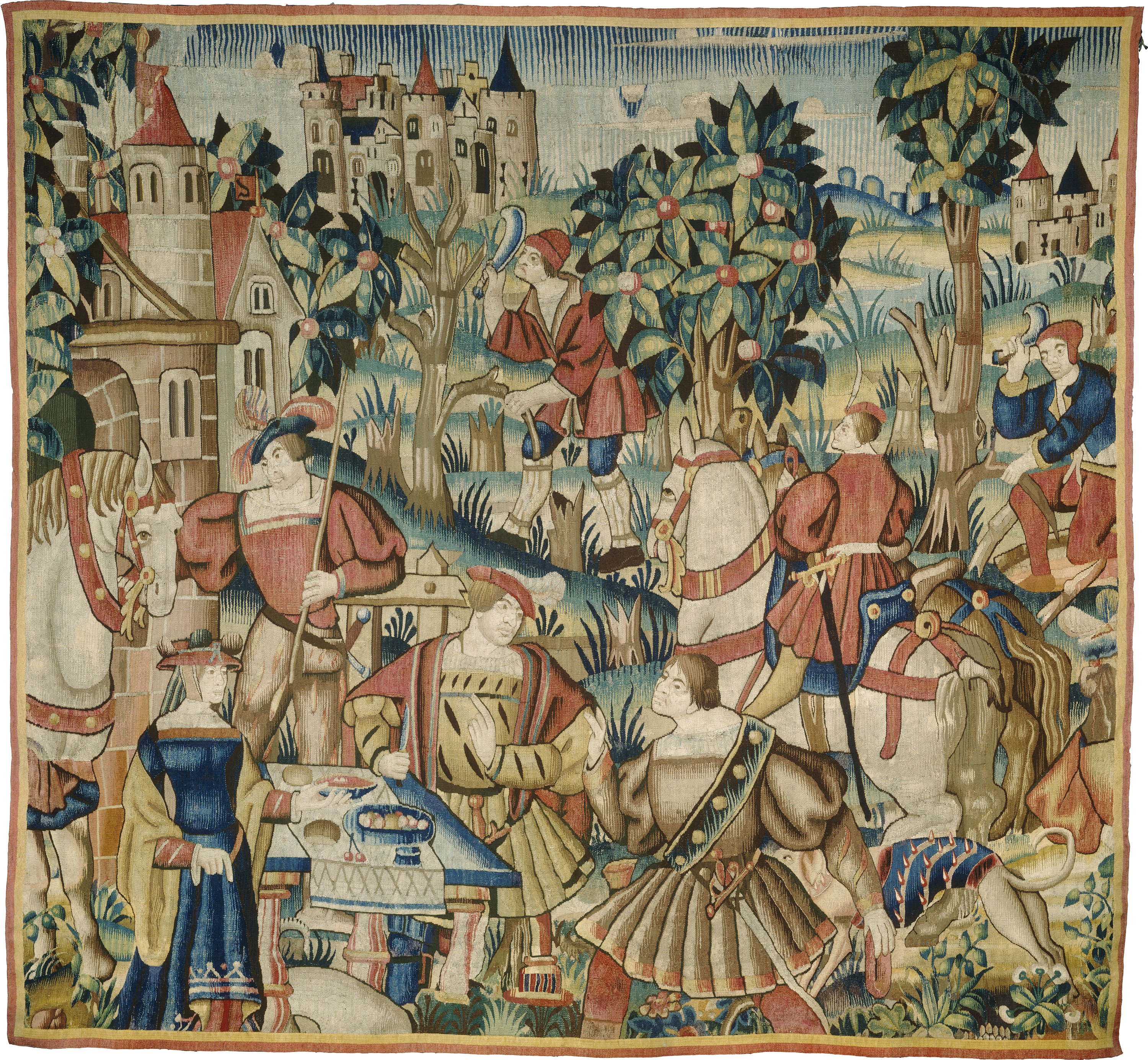
16세기 플랑드르, 사냥에서 돌아옴, 1525–1550년경, 내셔널 갤러리 오브 아트

유럽 태피스트리 역사에서 결정적인 변화는 1350년경에 일어났으며, 여러 면에서 프랑스 혁명 이후의 격변으로 인해 주요 중요성이 끝날 때까지 산업의 양식을 정립했다. 최고의 작품을 의뢰할 수 있는 극소수의 고객을 위해 만들어진 태피스트리는 이제 매우 크고 매우 비쌌으며, 종종 세트로 제작되었고, 종종 많은 인물이 등장하는 복잡한 서사적 또는 우화적 장면을 보여주었다. 이들은 북프랑스와 남네덜란드의 비교적 작은 지역에 집중된 여러 도시에 있는 대규모 작업장에서 제작되었다(일부러 영국 모섬유 공급지와 가깝게 위치했다). 관습적으로 이 모든 것을 종종 "플랑드르 태피스트리"라고 부르지만, 대부분의 생산 중심지는 실제로는 플란데런 백국에 있지 않았다.
직조 작업장에 도달하기 전에 의뢰 과정은 일반적으로 후원자, 예술가, 그리고 준비와 계약을 처리하는 상인 또는 딜러를 포함했다. 일부 태피스트리는 고객이 나타나기 전에 재고를 위해 만들어진 것으로 보인다. 작업장을 설립하는 데 드는 상당한 비용의 자금 조달은 특히 초기에는 불분명한 경우가 많았지만, 통치자들이 일부 작업장을 지원하거나 다른 부유한 사람들이 지원하기도 했다. 상인 또는 딜러도 참여했을 가능성이 높다.

### 직조 중심지
1600년 이전에 남아있는 태피스트리가 어디에서 만들어졌는지는 종종 불분명하다. 1528년부터 브뤼셀은 명확하게 주요 중심지가 되었으며, 어떤 크기의 태피스트리든지 도시의 표식과 직조공 또는 상인의 표식을 표시하도록 요구했다. 1350년부터 1600년까지 어떤 시점에도 아마도 한두 개의 중심지만이 가장 크고 훌륭한 왕실 주문을 생산할 수 있었으며, 고도로 숙련된 직조공 집단은 종종 전쟁이나 역병으로 인해 이주하게 되어 새로운 중심지로 이동했다. 처음에는 파리가 선두를 달렸지만, 1418년 이후 영국의 점령으로 많은 사람들이 이미 중심지였던 아라스로 이주했다. 아라스는 1477년에 약탈당했고, 이는 다음 세기 초에 심각한 역병이 발생할 때까지 투르네의 부상을 이끌었다. 브뤼셀은 중요성이 커지고 있었으며, 이제 가장 중요한 중심지가 되어 80년 전쟁이 네덜란드 전체를 혼란에 빠뜨릴 때까지 그 자리를 유지했다. 브뤼셀은 17세기 초에 다시 번성했지만, 1650년경부터 프랑스 공장들이 점차 브뤼셀을 추월하기 시작했으며, 패션과 프랑스 혁명 및 나폴레옹 전쟁의 격변이 대형 태피스트리에 대한 전통적인 수요를 거의 종식시킬 때까지 지배적인 위치를 유지했다.
북프랑스와 저지대의 다른 도시들에서도 언제나 태피스트리 직조가 이루어졌는데, 대부분은 작은 규모의 작업장에서 작은 조각들을 만들었다. 이탈리아와 독일을 포함한 유럽의 다른 지역에서도 마찬가지였다. 16세기 중반부터 많은 통치자들이 자신들의 영토 내에서 고품질 작업을 할 수 있는 작업장을 장려하거나 직접 설립했다. 이것은 프랑스에서 가장 성공적이었지만, 토스카나, 스페인, 잉글랜드, 그리고 결국 러시아도 고품질 작업장을 가졌으며, 일반적으로 "플랑드르" 중심지에서 온 숙련된 노동자 집단을 수입하는 것으로 시작했다.

### 후원자
주요 직조 중심지는 발루아가의 프랑스 및 부르고뉴 지파에 의해 통치되었으며, 이들은 중세 후기에 매우 중요한 후원자였다. 이는 장 2세 (프랑스)(1362년 사망)의 네 아들로부터 시작되었는데, 그들의 재산 목록을 보면 그들 사이에 수백 개의 태피스트리가 있었음을 알 수 있다. 이 컬렉션 중에서 거의 유일하게 명확하게 남아있는 유물이며, 14세기 가장 유명한 태피스트리는 1377년에서 1382년 사이에 앙주 공 루이 1세를 위해 파리에서 제작된 거대한 요한의 묵시록 태피스트리이다.
다른 형제 중 한 명인 부르고뉴 공 필리프 2세(1404년 사망)는 아마도 훨씬 더 사치스러운 소비를 했고, 유럽 전역의 다른 통치자들에게 많은 태피스트리를 선물했다. 여러 태피스트리 직조 중심지가 그의 영토에 있었고, 그의 선물은 그의 공작령의 위상을 높이려는 시도의 일환일 뿐만 아니라, 다른 궁정에도 대형 플랑드르 태피스트리에 대한 취향을 성공적으로 확산시키려는 시도로 볼 수 있다. 부르고뉴와 프랑스 외에도 여러 잉글랜드 플랜태저넷 가문과 오스트리아, 프로이센, 아라곤, 밀라노의 통치자들에게 태피스트리가 주어졌고, 그의 특별한 요청에 따라 오스만 바예지트 1세 술탄에게도 주어졌다(공작 아들의 몸값 거래의 일환으로). 필리프가 의뢰한 태피스트리 중 남아있는 것은 없는 것으로 보인다. 필리프의 태피스트리 취향은 스페인 합스부르크 가문을 포함한 그의 후손들에게도 매우 강하게 이어졌다.

## 주제와 양식

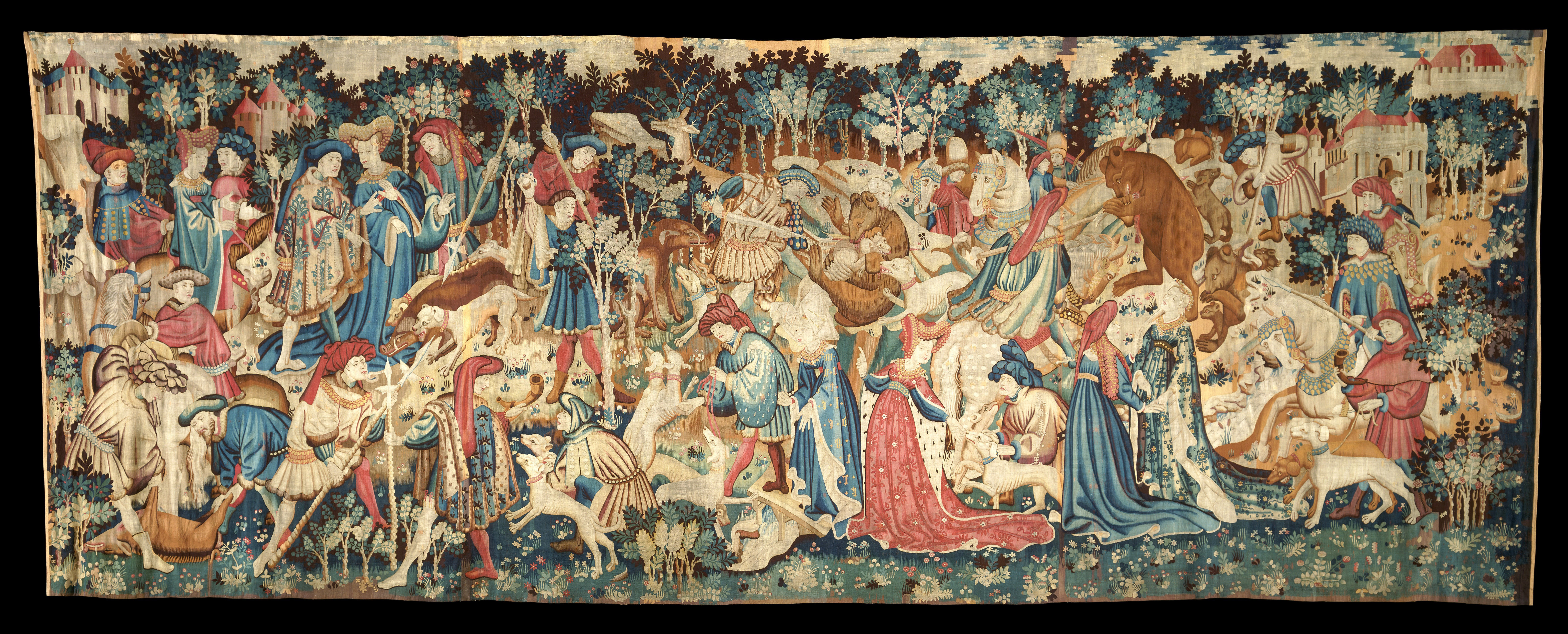
데번셔 사냥 태피스트리 중 하나인 멧돼지와 곰 사냥, 1430–1450년, 빅토리아 앨버트 박물관. 380 x 1020cm, 무게 50kg.

웅장한 태피스트리의 새로운 양식은 크기가 크고 종종 세트로 구성되었으며, 주로 많은 인물이 등장하는 서사적 주제를 담았다. 서사적 태피스트리의 상당 부분은 문헌 자료, 특히 성경과 오비디우스의 변신 이야기와 같은 인기 있는 선택에서 도상학적 기원을 찾는다.
태피스트리 직조는 회화와 달리, 하늘, 풀, 물과 같이 비교적 평범한 영역만을 포함하는 작품 영역을 직조하는 데도 상대적으로 많은 시간과 숙련된 작업이 필요하다는 특징이 있다. 이 점과 압도적인 웅장함을 기대하는 고객의 기대, 그리고 주요 중심지가 이탈리아의 영향력으로부터 멀리 떨어져 있었다는 점 때문에, 이탈리아 르네상스 회화에서 고전주의 경향으로 인해 그림의 밀도가 줄어든 후에도 북부 작품들은 오랫동안 인물과 다른 세부 사항으로 가득 차 있었다.
북부 양식에 중요한 도전은 1516년경 브뤼셀에 교황의 시스티나 경당을 위해 사도행전을 묘사하는 웅장한 세트를 의뢰한 라파엘로 카르퉁이 도착한 것이었다. 이들은 로마에서 보내졌고 최신 기념비적인 고전주의 성기 르네상스 양식을 사용했으며, 이는 북부에도 판화를 통해 전파되었다.

### 사냥
사냥 장면도 매우 인기가 많았다. 이들은 보통 특정 배경을 갖지 않았지만, 때로는 의뢰인과 다른 인물들이 초상화로 그려지기도 했다. 데번셔 사냥 태피스트리 네 점(1430~1450년, V&A)은 아마도 아라스에서 제작되었을 것으로 보이며, 15세기 유물 중 가장 큰 세트일 것이다. 이 작품들은 곰, 멧돼지, 사슴, 백조, 수달, 그리고 매사냥을 보여준다. 매우 세련된 복장을 한 남녀들이 살육 장면 옆을 거닐고 있다. 1515년 이후의 또 다른 세트는 비슷한 후기 중세 양식을 보여주지만, 부분적으로 실크로 제작되어 매우 비쌌다.
하지만 합스부르크 왕가를 위해 브뤼셀에서 제작된 막시밀리앙의 사냥의 열두 점(1530년대, 루브르 박물관)은 태피스트리에 맞게 변형된 진보된 르네상스 양식의 구도를 보여준다. 이 작품들은 일년 중 각 달의 사냥 장면을 담고 있으며, 도시 주변의 특정 장소를 보여주기도 한다. 고야는 1770년대에도 사냥 장면을 디자인하고 있었다.

### 군사

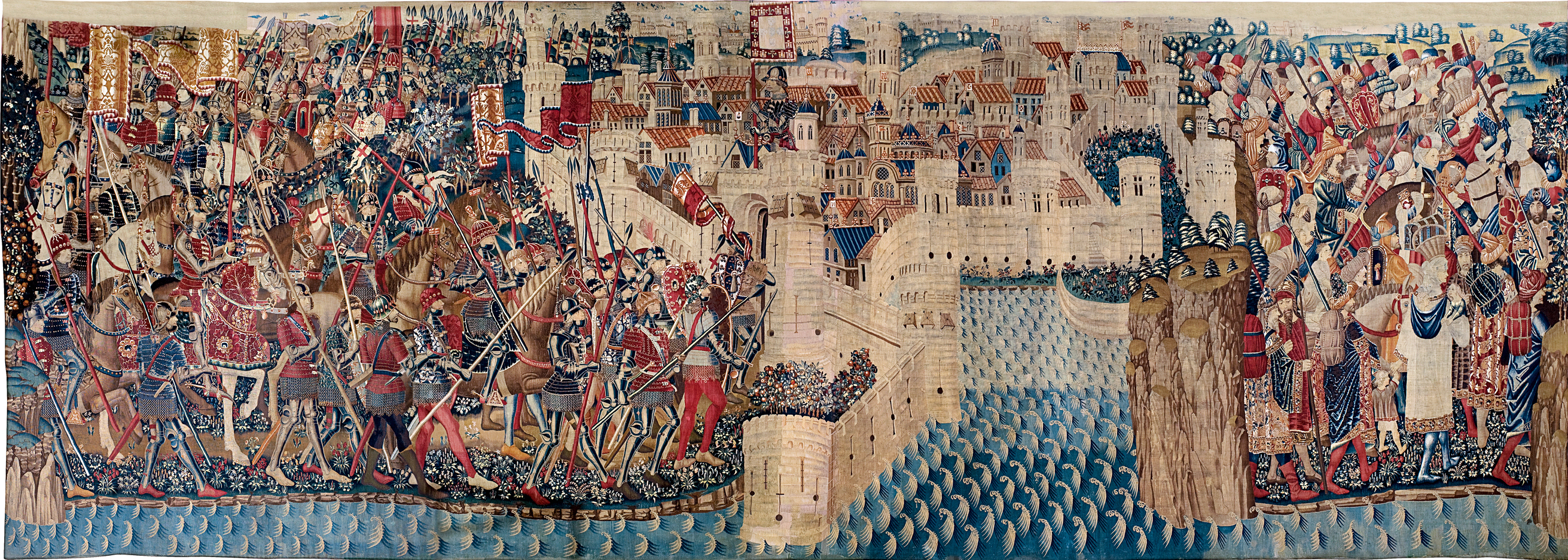
탕헤르 함락, 파스트라나 태피스트리 중 하나(1470년대), 약 10년 전의 아폰수 5세의 승리를 기록하고 있다. 투르네에서 직조

11세기 이후의 공백이 있었을 것으로 추정되는 후 14세기 말, 태피스트리 세트는 "공식 군사 예술"의 가장 웅장한 매체로 다시 등장했으며, 보통 의뢰인의 승리를 기념했다. 필리프 2세 드 부르고뉴 공작은 1382년 로스베케 전투에서의 승리 2년 후 로스베케 전투 세트를 의뢰했는데, 높이 5미터, 총 너비 41미터가 넘는 거대한 작품이었다. 제1대 랭커스터 공작 곤트의 존은 필리프가 1393년 칼레에서 평화 조약 협상을 위한 외교 회의에서 이 작품을 전시했을 때 변경을 주장했다. 곤트의 존은 그 주제가 그 자리에 부적절하다고 여겼다. 포르투갈의 파스트라나 태피스트리(1470년대)는 초기 사례이자 매우 이른 시기의 희귀한 유물이다.

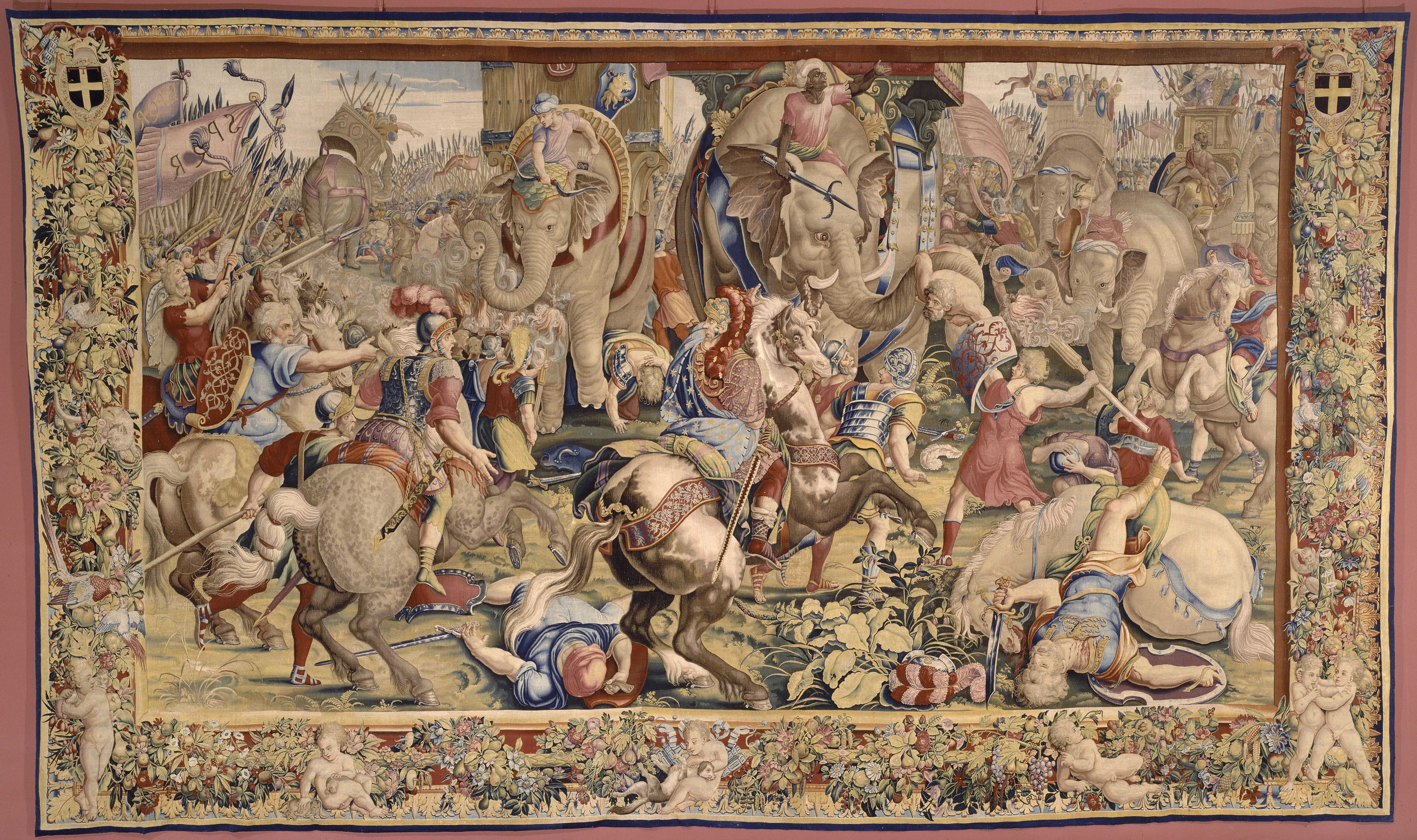
자마 전투(기원전 202년), 스키피오 아프리카누스의 삶을 다룬 시리즈 중 하나, 1688년경 고블랭 제조소 복제품, 프랑스 혁명 때 파괴된 줄리오 로마노와 프란체스코 페니의 디자인을 기반으로 함

많은 세트들이 고전 영웅들의 삶을 담고 있었는데, 여기에는 수많은 전투 장면이 포함되었다. 트로이 전쟁, 알렉산드로스 대왕, 율리우스 카이사르, 콘스탄티누스 1세뿐만 아니라 고대 페르시아의 키루스 2세와 같이 예상치 못한 인물들도 기념되었다.
15세기에는 특히 합스부르크 가문의 승리를 기념하는 동시대 전쟁에 대한 많은 세트가 있었다. 카를 5세는 1525년 파비아 전투에서 결정적인 승리를 거둔 후 대규모 세트를 의뢰했다. 현재 이 세트 중 하나는 나폴리의 카포디몬테 미술관에 있다. 그가 북아프리카 원정을 이끌고 1535년 튀니스 정복 (1535년)으로 절정을 이루었을 때(파스트라나 태피스트리에 묘사된 탕헤르 정복보다 오래 지속되지는 않았다), 그는 플랑드르 예술가 얀 코르넬리스 페르마옌을 동행시켰는데, 주로 귀국 후 주문한 태피스트리 세트를 위한 그림을 제작하기 위함이었다.
16세기 전쟁이 종교적인 양상을 띠면서 동시대 군사 주제는 다소 인기가 줄어들었고, 때로는 이를 다루기 위해 우화적인 주제가 선택되기도 했다. 그러나 레판토 해전은 브뤼셀 세트로 기념되었고, 무적함대의 패배는 아르마 다 태피스트리(1591년)로 기념되었다. 이 태피스트리들은 델프트에서 네덜란드 해군 승리를 기념하는 많은 태피스트리도 만든 팀에 의해 제작되었다. 아르마 다 세트는 1834년 영국 국회의사당 화재로 파괴되었지만, 판화를 통해 알려져 있다. 두 세트 모두 높은 곳에서 멀리 떨어진 항공 시점을 채택했으며, 이는 많은 후기 육상 전투 세트에서도 계속되었고, 종종 전경에 몇몇 큰 인물과 결합되었다. 루이 14세가 치세 초기에 승리를 기념하여 의뢰한 프랑스 태피스트리도 이러한 유형이었다. 16세기 말에, 방금 스페인령 네덜란드의 주권자가 된 오스트리아 대공 알베르트 7세(그의 군사 경력은 사실 다소 실패적이었다)의 승리와 전투를 그린 세트(현재 마드리드에 있음)가 의뢰되었다. 안트베르펜 시 의회는 1599년 말 알베르트의 왕실 입성 행사를 위해 브뤼셀의 마르텐 레인부츠 2세 작업장에 주문했다.
제1대 말버러 공작 존 처칠의 승리를 담은 세트는 다양한 고객을 위해 변형되었으며, 심지어 그의 상대방 중 한 명인 바이에른 선제후 막시밀리안 2세 에마누엘에게도 장군들의 얼굴과 다른 세부 사항을 수정하여 판매되었다.

### 밀플뢰르 양식

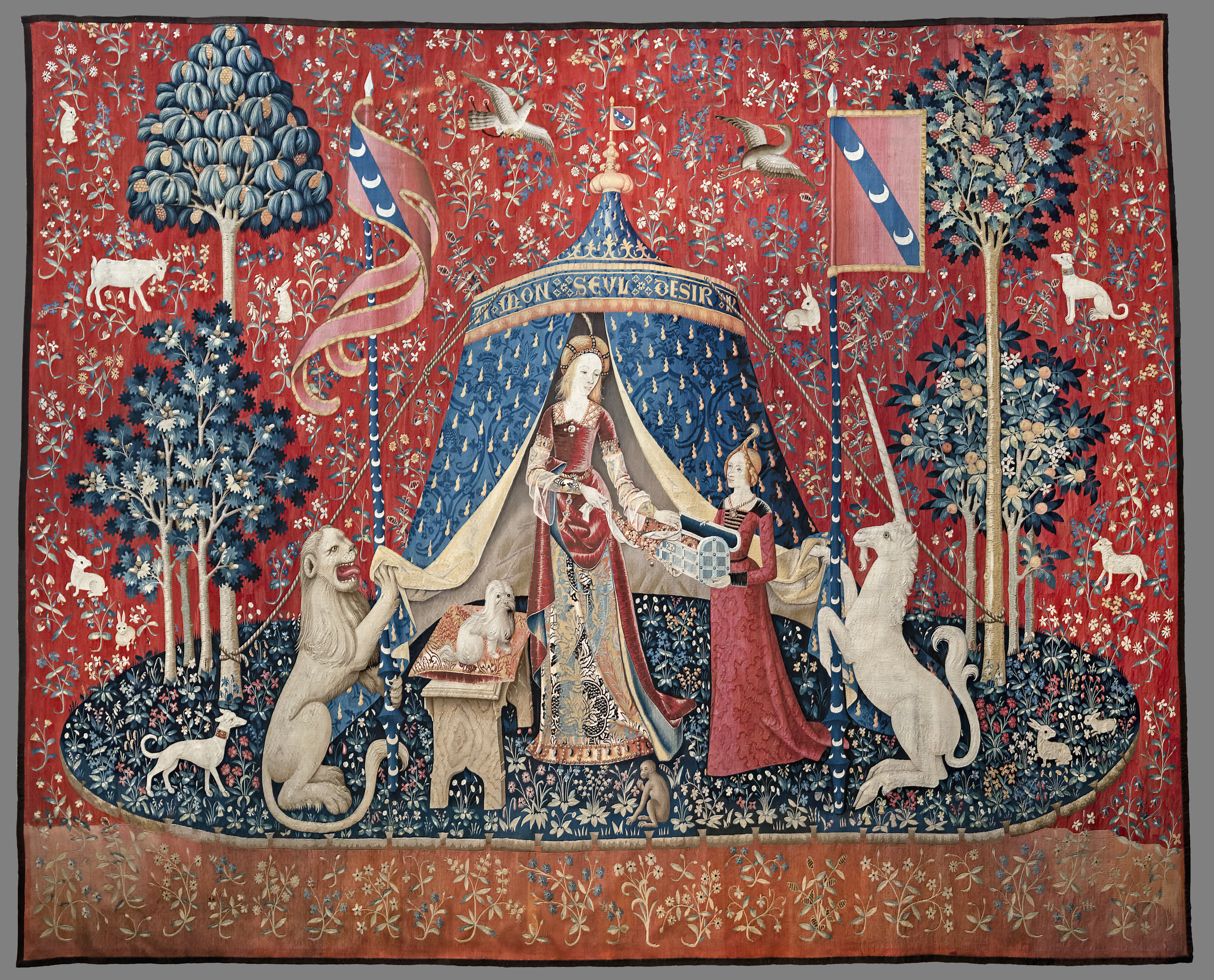
귀부인과 일각수: 나의 유일한 소망 (클뤼니 국립 중세 박물관, 파리). 아마도 브뤼셀, 1500년경.

밀플뢰르 (또는 밀플뢰르)는 마치 풀밭에서 자라는 것처럼 주로 녹색 배경에 다양한 작은 꽃과 식물로 이루어진 배경 양식이었다. 종종 다양한 동물들이 추가되는데, 보통 모두 거의 같은 크기로, 토끼나 비둘기, 유니콘도 크기가 크게 다르지 않다. 나무는 일반적으로 꽃보다 훨씬 작고 비례가 맞지 않는데, 이는 중세 회화에서도 일반적으로 발견되는 특징이다.
밀플뢰르 양식은 1400년경부터 1550년까지 다양한 주제에 사용되었지만, 주로 1480년에서 1520년 사이에 사용되었다. 많은 주제에서 밀플뢰르 배경이 태피스트리의 맨 위까지 이어져 하늘을 없앴다. 하늘의 최소화는 이미 태피스트리 양식의 특징이었다. 데번셔 사냥 태피스트리는 이 양식의 초기 단계를 보여준다. 인물로 거의 뒤덮인 배경과 달리 눈에 띄는 밀플뢰르 배경은 특히 우화적이고 궁중적인 주제의 특징이다. 파리의 귀부인과 일각수 세트는 1500년경의 유명한 예시이다.
밀플뢰르 배경은 문장 (상징) 태피스트리에 매우 흔하게 사용되었는데, 이들은 가장 인기 있는 비교적 작은 유형 중 하나였으며, 보통 너비보다 높이가 길었다. 이들은 일반적으로 중앙에 후원자의 문장을 특징으로 하고 넓은 꽃밭이 펼쳐져 있었다. 그들은 후원자가 공식적인 자리에 앉거나 식사할 때 뒤에 걸려 있었고, 왕족이 구입하는 거대한 서사적 세트를 감당할 수 없는 많은 귀족들을 위해 만들어졌다. 앵기앙은 이러한 유형에 특화된 작은 직조 중심지였다. 초기 형태의 문장 태피스트리들은 종종 문장의 요소를 패턴으로 반복했다.

### 풍경

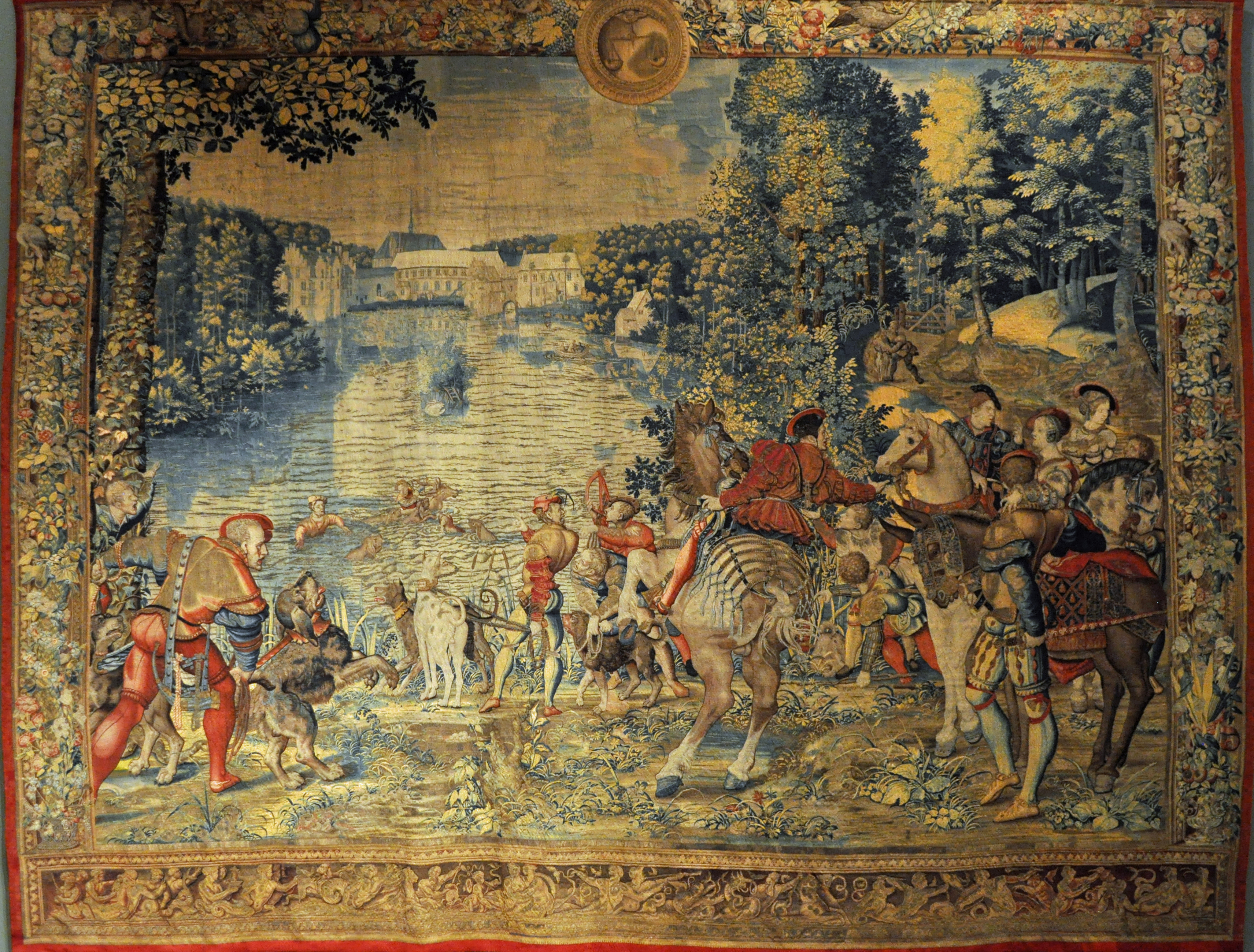
"9월", 막시밀리앙의 사냥, 1531년

1520년경 이후 주요 작업장들은 밀플뢰르 배경에서 벗어나 사실적인 풍경으로 옮겨갔는데, 모든 요소가 일관된 원근법적 비율로 배치되었다. 주요 내용이 풍경과 동물인 태피스트리는 베르뒤르(프랑스어로 "푸른 식물"에서 유래) 주제로 알려져 있다. 이 장르는 태피스트리의 녹색이 특히 바래거나 푸른색으로 변하는 경향이 있어 색상 변화로 인해 다른 장르보다 더 많은 손상을 입었다. 이러한 유형의 작은 태피스트리는 18세기까지 인기가 있었으며, 작업장이 특정 주문 없이도 제작하여 딜러 네트워크를 통해 유럽 전역에 유통할 수 있다는 장점이 있었다. 1600년경부터 이들은 유럽 풍경화와 판화의 광범위한 경향을 따랐다. 아우데나르더는 이 분야에 특화되었지만, 많은 도시에서 생산되었다. 회화와 마찬가지로 한두 인물을 추가하면 이러한 작품들은 고전 신화의 이야기나 사냥 장면을 묘사하는 작품으로 격상될 수 있었다.

### 르네상스 양식과 주제의 도입
네덜란드의 태피스트리 직조공들은 15세기 말까지 고딕 미술 양식에 매우 익숙해져 있었고, 이탈리아 르네상스의 양식적 변화를 반영하는 데 느렸다. 아마도 태피스트리 고객들의 압력이 선두를 이끌었을 것이다. 판화를 통해 이탈리아 디자인이 북쪽에서도 볼 수 있게 되었다.
독특한 이탈리아 주제는 그의 시집 개선식 (1374년 이전)에서 파생된 페트라르카적 개선이었다. 기록된 최초의 태피스트리는 1399년 부르고뉴 공 필리프 2세 드 부르고뉴 공작이 파리에 주문한 세 점짜리 세트였다. 1450년대에 최신 피렌체 양식의 주요 후원자였던 조반니 디 코시모 데 메디치를 위해 제작된 세트는 이탈리아에서 네덜란드 직조공들에게 보내진 카툰을 사용했다. 그러나 주제는 태피스트리 직조공들의 양식에 잘 맞았는데, 대부분의 디자인에는 정교한 복장을 한 인물들이 밀집해 있었고, 도덕적인 메시지가 담겨 있었다.

## 16세기
16세기에도 태피스트리에 대한 취향은 계속되었고, 이는 매체 역사상 가장 훌륭한 시기였다고 주장할 수 있다. 이제 태피스트리 생산 도시는 대부분 합스부르크 가문의 통치를 받았으며, 이들은 발루아 가문을 대체하여 지배적인 후원자가 되었다. 세기 초에는 투르네가 가장 큰 직조 중심지였을지 모르지만, 역병 이후 브뤼셀로 대체되었다. 브뤼셀은 지난 수십 년 동안 발루아 및 합스부르크 가문의 네덜란드 행정 수도로서 1500년경에는 이미 최고 품질 직조의 주요 중심지였을 것이다. 그러나 태피스트리가 직조된 다른 많은 도시들도 있었다.

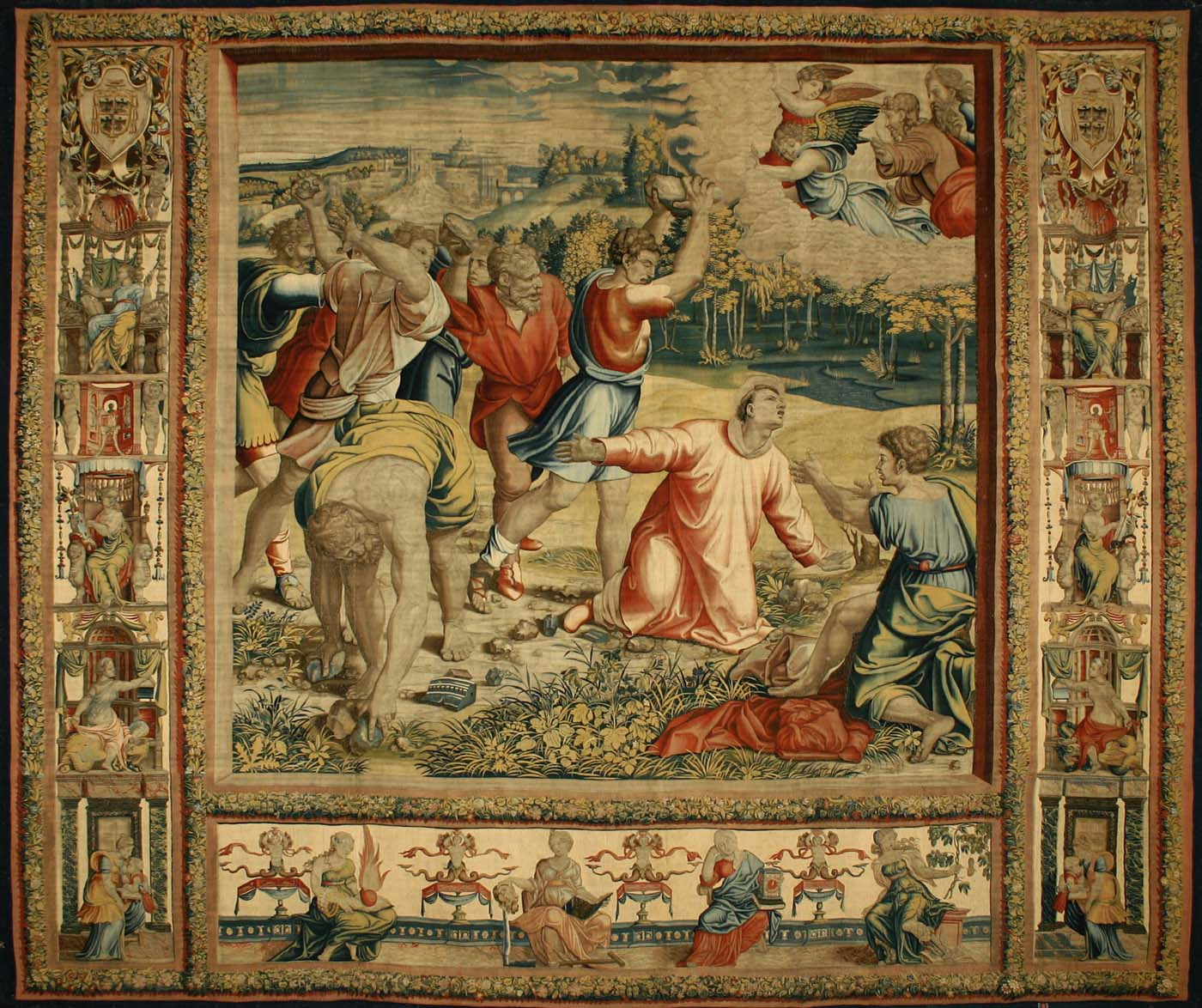
라파엘로 산치오가 시스티나 경당을 위해 1515–16년에 디자인한 성 스테파노의 돌팔매질, 1557년 이전의 후기 사본, 만토바

헨리 8세부터 교황 레오 10세, 폴란드-리투아니아의 지그문트 2세 아우구스트에 이르기까지 유럽 전역의 통치자들은 네덜란드에 태피스트리를 의뢰했다. 작은 태피스트리의 소유권 또한 귀족과 부르주아지를 통해 더 널리 퍼지고 있었다. 1528년부터 브뤼셀에서 제작된 대형 태피스트리에는 그렇게 표시해야 했고, 제작자 또는 딜러의 표시도 함께 있어야 역사가의 작업을 훨씬 더 쉽게 만들었다. 1476년 관련 길드 간의 합의에 따라, 주요 디자인의 카툰은 화가 길드 회원이 제공해야 했으며, 직조공은 특히 밀페르 디자인에서 이를 상세하게 다듬을 수 있었다. 이는 브뤼셀 작품의 높은 디자인 품질을 보장했다.
세기 초에는 후기 고딕 양식이 지배적이었고, 밀플뢰르 "유니콘" 태피스트리의 가장 유명한 세트는 모두 1500년경에 만들어졌는데, 아마도 파리에서 디자인되었을 것이다: 귀부인과 일각수 (현재 파리)와 일각수 사냥 (현재 뉴욕). 교황 레오의 시스티나 경당 세트는 라파엘로 산치오가 1515–16년에 디자인했으며, 태피스트리에 완전한 이탈리아 성기 르네상스 양식을 도입한 것을 기념했다. 북부의 최고 디자이너들은 이제 이를 채택하려고 노력했으며, 이는 그들에게 상당히 힘든 일이었지만, 유럽 전역에 판화가 널리 배포되어 그들에게 쉬운 길을 제공했으며, 많은 사람들이 이를 택했다. 막시밀리앙의 사냥은 합스부르크 왕가를 위해 1530년대에 베르나르트 판 오를레이가 디자인한 12개의 거대한 브뤼셀 태피스트리 시리즈로, 최신 르네상스 양식을 달성하기 위한 가장 성공적인 노력 중 하나였다. 기술적으로, 15세기 마지막 사분기 브뤼셀 태피스트리들은 이미 주제의 다양한 질감을 구별하고, 일반적인 인물 대신 개인(현재는 대부분 알려지지 않은)의 초상화를 포함하는 등 더욱 환영적인 요소를 통합하기 시작할 만큼 충분히 정교해졌다.
세기 동안 유화는 대부분 패널화에서 캔버스로 옮겨져 훨씬 더 큰 크기를 허용했고, 태피스트리와 진지하게 경쟁하기 시작했다. 회화가 허용하는 거장의 손길의 진정성은 태피스트리가 허용하지 않았으며, 합스부르크 왕가를 포함한 가장 세련된 후원자들에게 높이 평가되었다. 그러나 카를 5세와 펠리페 2세는 태피스트리에 막대한 돈을 계속 지출했는데, 이는 그들이 태피스트리를 가장 웅장한 장식 형태이며, 부르고뉴 조상과의 연속성을 유지하는 것이라고 믿었기 때문인 것으로 보인다.

## 17세기

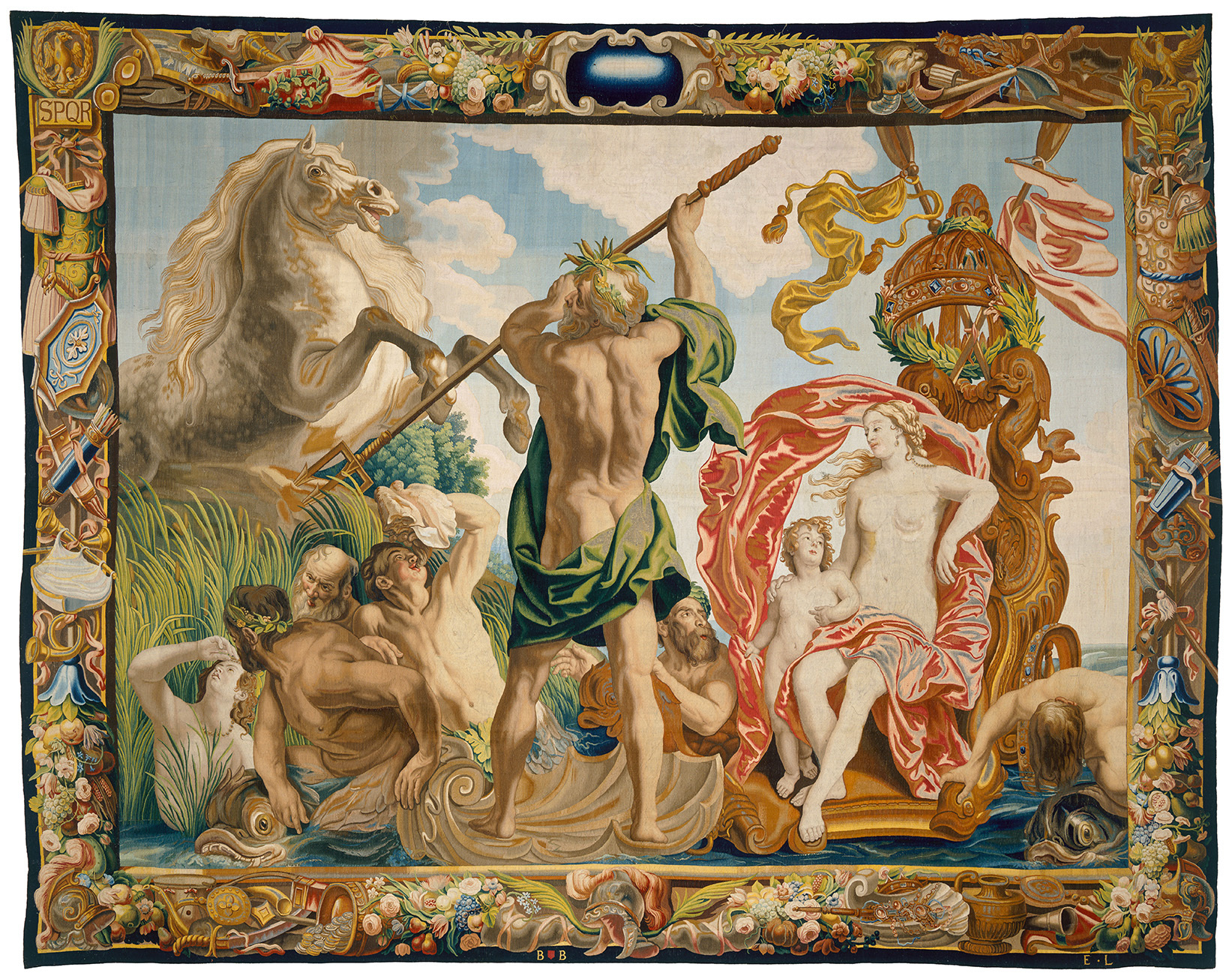
야코프 요르단스의 바로크 디자인, 말의 창조, 말 시리즈 중 하나, 모섬유, 견섬유, 금, 은으로 직조, 브뤼셀, 1650년대

17세기 초에는 엘리트층 사이에서 태피스트리에 대한 취향이 계속되었지만, 회화가 꾸준히 우위를 점하고 있었다. 브뤼셀은 여전히 가장 중요한 직조 중심지였으며, 근처 안트베르펜에 주로 거주했던 페테르 파울 루벤스는 웅장한 바로크 양식을 매체에 가져왔고, 야코프 요르단스 등 다른 이들도 많은 디자인을 했다. 후기 세대에는 유스투스 판 에흐몬트(1674년 사망), 루트비히 판 스코르(1702년 사망), 얀 판 오를레이(1735년 사망, 오랜 왕조의 마지막)와 같은 중요한 디자이너들이 있었다. 브뤼셀 작업장은 세기 후반에 다소 쇠퇴했는데, 대형 플랑드르 바로크 회화가 시장의 일부를 차지했고, 프랑스 경쟁이 태피스트리에 남아있는 틈새시장을 압박했기 때문이다.
파리의 생산은 1608년부터 재개되었으나 1640년대의 내전으로 인해 침체되었다가, 1658년 니콜라 푸케 드 벨릴 후작이 작업장을 설립하면서 다시 시작되었다. 그의 몰락 후 장바티스트 콜베르는 1663년 왕을 위해 설립한 새로운 고블랭 제조소에 이를 대부분 합병시켰고, 이 제조소는 오늘날까지 이어지고 있다. 항상 민간 기업이었던 보베 제조소는 콜베르가 1664년에 설립했지만, 20년 후에야 중요해졌다. 아마도 초기 소규모 작업장의 연속이었던 오뷔송 태피스트리는 계속되었지만, 다음 세기에는 더 중요해질 것이었다. 법정 예술가들이 최신 루이 14세 양식의 디자인을 공급한 고블랭 작업장은 세기 말까지 점점 더 지배적이 되었고, 1700년경에는 유럽에서 가장 존경받고 모방되는 작업장이 되었다.
런던 외곽의 모틀레이크 태피스트리 공장은 1619년 찰스 1세의 장려로 플랑드르 직조공을 사용하여 설립되었으며, 1620년대와 1630년대에는 유럽 최고 품질의 태피스트리 일부를 생산했다. 피렌체의 메디치 작업장은 계속되었고, 1630년부터 로마에서도 하나가 설립되었는데, 프란체스코 바르베리니 (1597-1679) 추기경이 필연적으로 수입된 플랑드르 감독과 함께 시작했다. 모틀레이크와 로마 작업장 모두 세기 말경에 점차 사라졌다. 독일에서는 1604년에 뮌헨에 작업장이 설립되었고, 세기 말까지 약 9개 도시에서 더 많은 작업장이 설립되었으며, 이들 중 다수는 지역 통치자의 후원을 받았다.

## 18세기

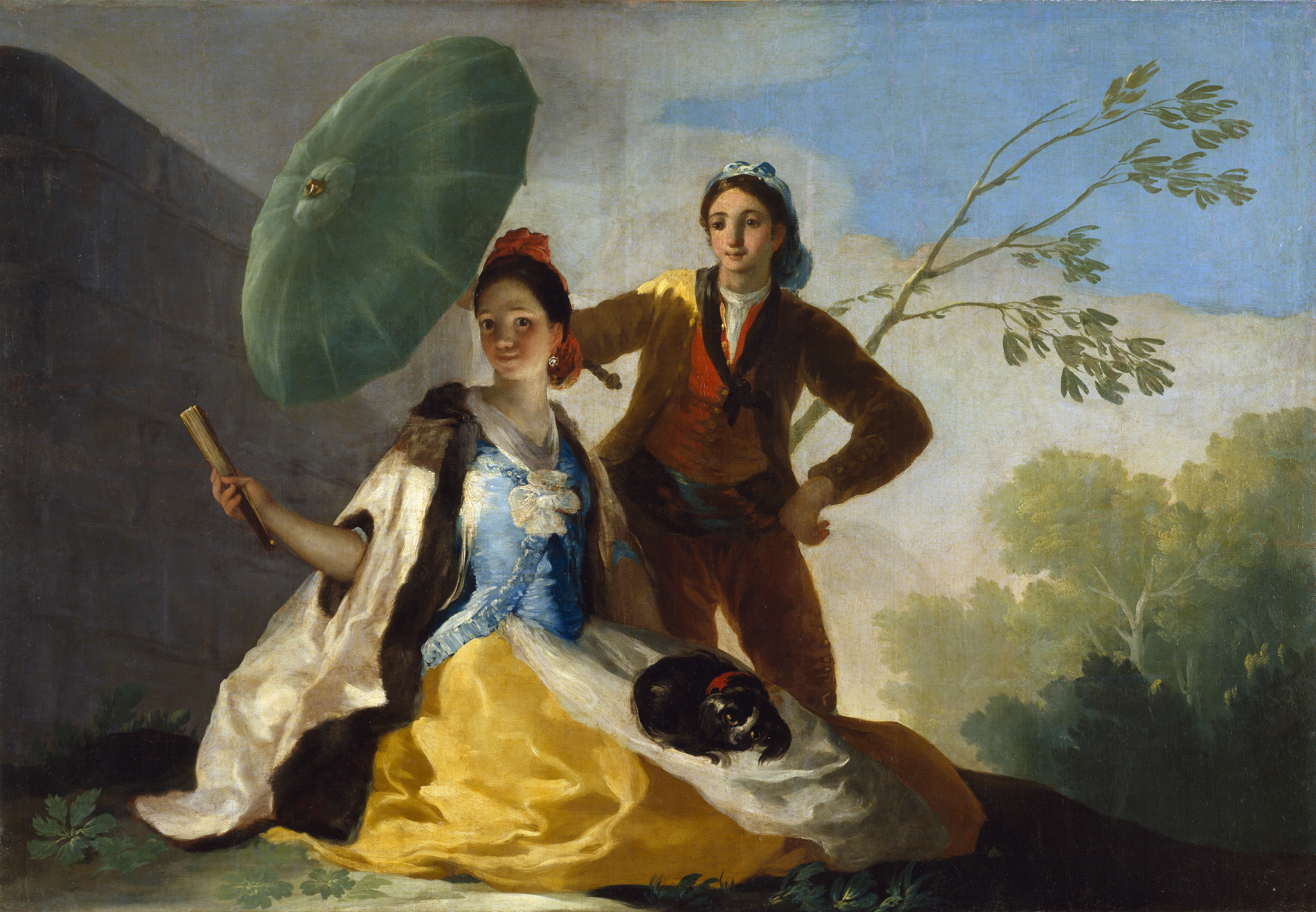
프란시스코 고야의 카툰 <양산>, 1777년, 프라도 미술관

세기 초에는 풍경 주제에 대한 관심이 증가했는데, 일부는 여전히 사냥 장면을 담고 있었지만 다른 일부는 전원 생활의 장르 주제를 보여주었다.
이 세기에 새로 시작된 작업장은 거의 없었으며, 주요 예외는 마드리드의 왕립 태피스트리 공장이었다. 이 공장은 위트레흐트 조약으로 스페인이 플랑드르 영토를 잃은 직후인 1720년에 시작되었다. 펠리페 5세는 야콥 반 데르 고텐과 그의 아들 6명을 마드리드로 데려왔다. 가장 잘 알려진 태피스트리는 1775년부터 프란시스코 고야가 디자인한 것들이다. 이들은 주로 연인이나 시골 사람들이 여가를 즐기는 장르 장면을 보여준다. 그의 카툰과 그것으로 만들어진 태피스트리는 대부분 남아 있으며, 많은 카툰은 프라도 미술관에, 태피스트리는 여전히 왕궁에 있다. 라파엘로의 시스티나 경당 태피스트리용 카툰과 마찬가지로 현대 비평가들은 카툰을 더 선호하는 경향이 있다. 이 작품들은 1997년까지 반 데르 고텐 가문과 그 후손들이 개인 소유였으며, 가족의 마지막 구성원은 2002년 의장직을 사임했다. 전쟁 중 잠시 중단된 것을 제외하고 이 작품들은 계속해서 태피스트리를 생산해 왔다.
세기 중반경, 새로운 로코코 양식은 태피스트리에서 매우 효과적임이 입증되었으며, 이제 이전보다 훨씬 작아졌다. 프랑수아 부셰는 보베를 위해 45개의 카툰을 제작했고, 1753년에는 동물 화가 장바티스트 우드리를 따라 고블랭의 예술 감독이 되었다. 우드리의 가장 잘 알려진 세트는 1720년대부터 여러 번 반복 제작된 8점짜리 목가적인 즐거움이었다.
세기 후반에 이르러 브뤼셀의 주요 작업장들은 점차 문을 닫았고, 마지막 작업장은 1794년에 문을 닫았다. 태피스트리는 신고전주의나 낭만주의와 잘 맞지 않았고, 이것이 프랑스 혁명과 나폴레옹 전쟁의 혼란과 함께 유럽 전역에서 대형 구상 태피스트리 생산을 거의 중단시켰다.

## 19세기

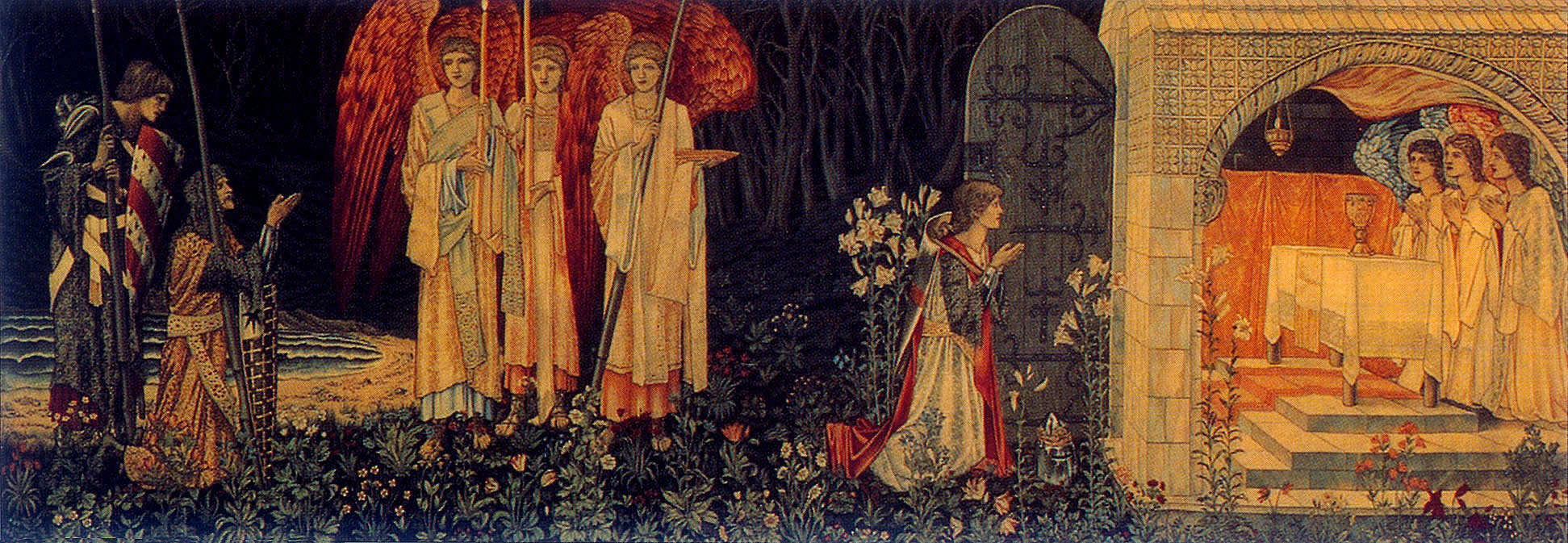
도달, 성배 태피스트리 중 하나, 모리스 & Co., 1890년대

19세기, 윌리엄 모리스는 메르턴 애비 밀스에서 중세 양식의 태피스트리 제작 기술을 부활시켰다. 모리스 & Co.는 가정 및 교회용 태피스트리 성공적인 시리즈를 제작했으며, 에드워드 번존스의 카툰을 바탕으로 인물을 그렸다. 1890년대의 성배 태피스트리 6점 세트는 여러 번 반복 제작되었으며, 그들이 만든 것 중 가장 크고 아마도 가장 성공적인 작품일 것이다.
전통적인 태피스트리는 여전히 파리의 고블랭 공장과 마드리드의 왕립 공장에서 만들어지고 있다. 이들과 몇몇 다른 오래된 유럽 작업장들은 오래된 태피스트리를 수리하고 복원하기도 한다. 주요 영국 작업장은 햄프턴코트궁에 있으며, 로열 컬렉션 트러스트의 한 부서이다.

## 유럽 외 지역

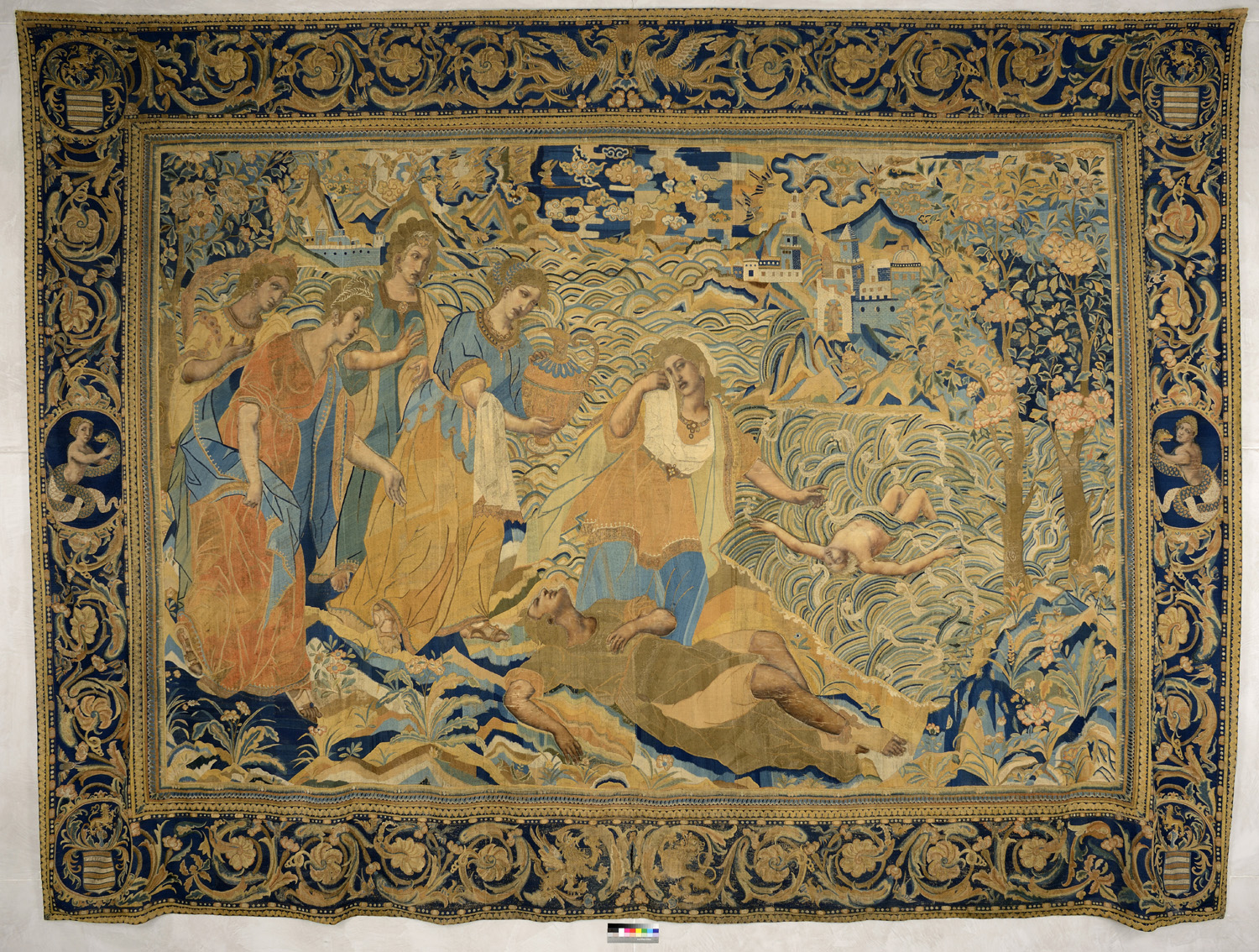
폴리도로스의 죽음, 1620년대

중국의 케시는 태피스트리 직조 방식으로, 일반적으로 유럽의 벽걸이보다 작은 규모로 견사를 사용한다. 궁정을 위한 의복이 주요 용도 중 하나였다. 매듭의 밀도는 일반적으로 매우 높으며, 최고 품질의 가운은 훨씬 더 큰 유럽 태피스트리만큼 많은 작업이 필요할 수 있다. 처음에는 동물, 새, 꽃 장식, 또는 황실 의복을 위한 용과 같은 작은 조각에 사용되었지만, 명나라 시대에는 회화를 모방하는 데 사용되었다.
트로이 이야기는 1620년대 마카오의 포르투갈 총독을 위해 중국에서 제작된 특이한 7점의 대형 태피스트리 걸개로, 서양과 중국 양식이 혼합되어 있다. 대부분의 걸개는 자수이지만, 인물들의 얼굴과 살 부분은 아플리케 채색 견 새틴 조각으로, 종종 불교 깃발과 대형 탕카에 사용되는 중국 기술을 반영한다.
킬림과 나바호 러그 또한 태피스트리 작업의 한 종류이며, 둘 다 디자인이 다른 러그 직조 기술과 유사하게 기하학적 패턴으로 제한된다.

## 현대 태피스트리

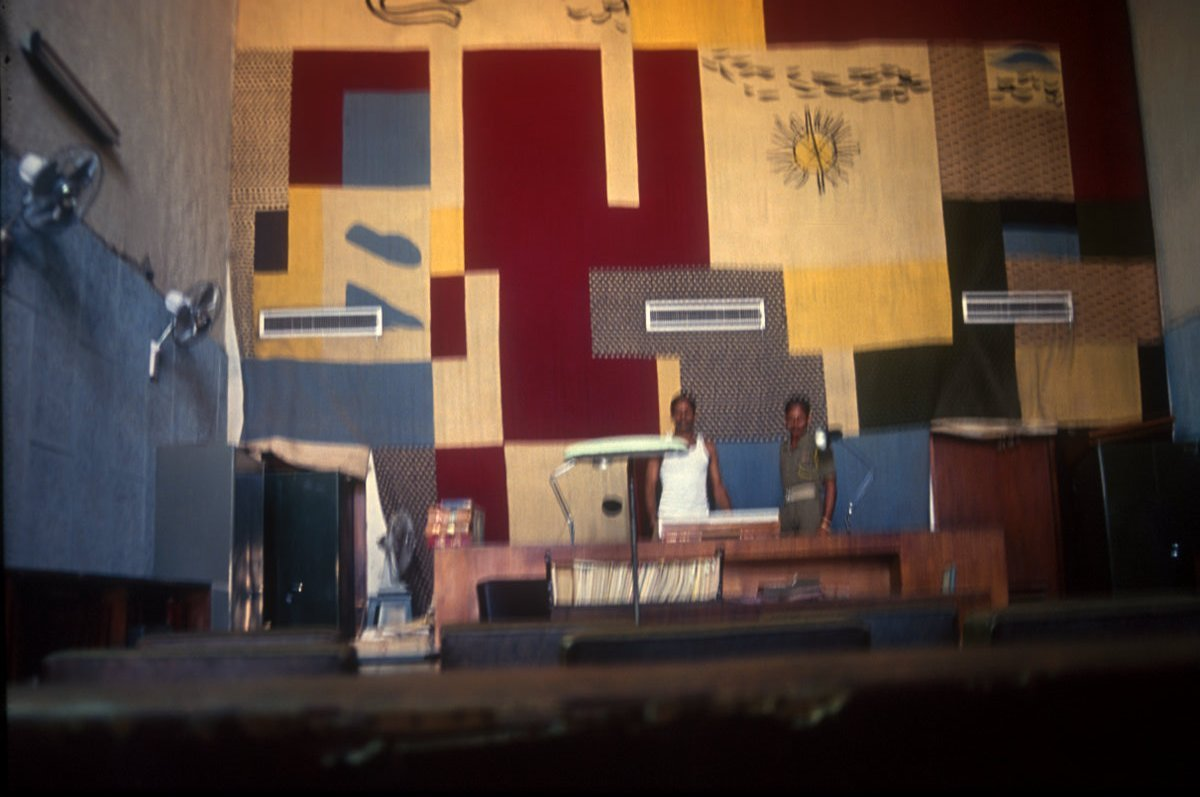
르 코르뷔지에가 1953년에 찬디가르에 제작한 태피스트리

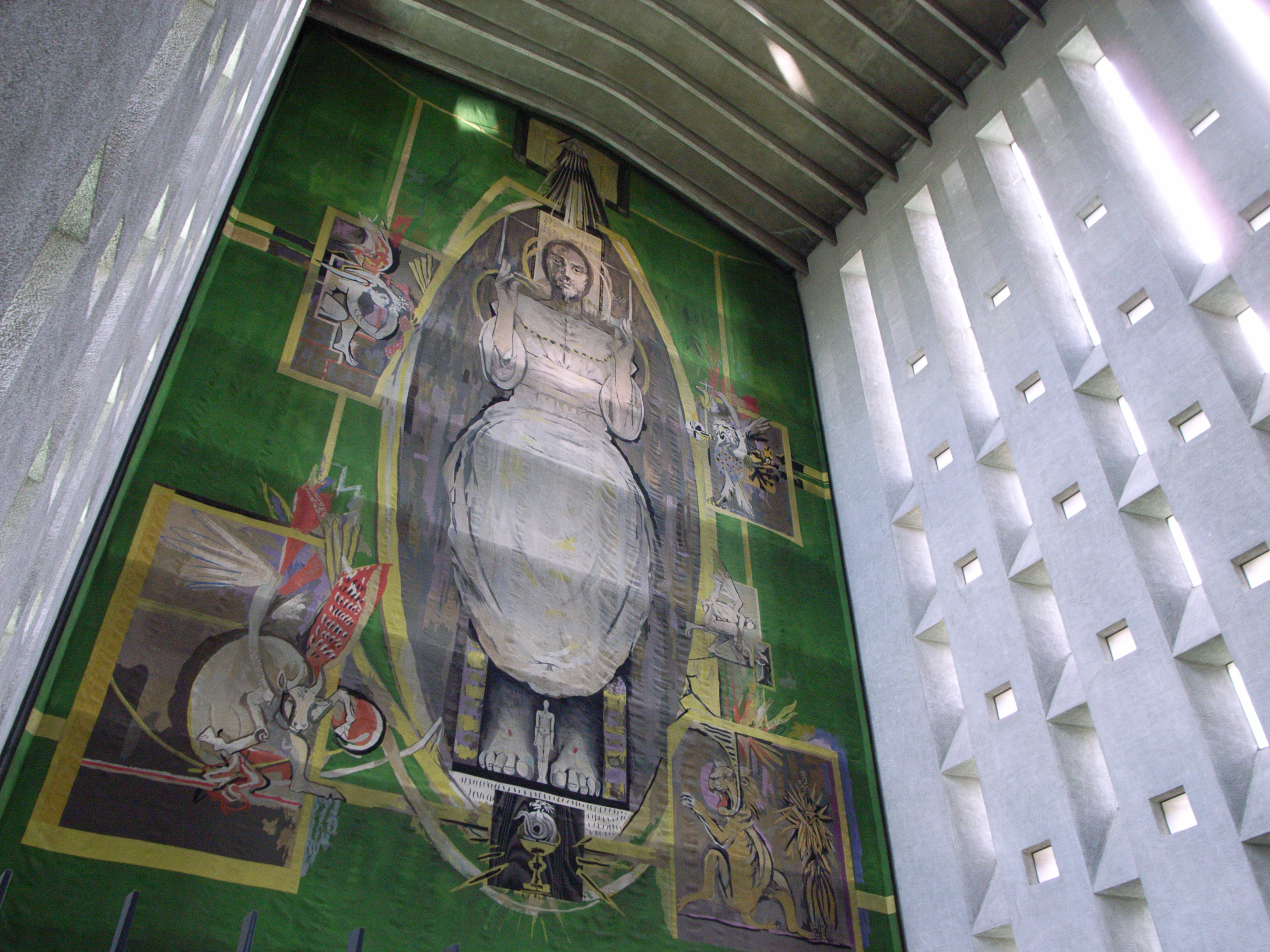
1962년 코번트리 대성당의 영광의 그리스도 태피스트리, 높이 23.01 m (75.5 ft), 그레이엄 서덜랜드 디자인, 프랑스 펠르탱의 핀통 프레르 직조

현대 태피스트리 분야를 제2차 세계대전 이전의 역사와 구별 짓는 특징은 현대 매체에서 직조가로서의 예술가의 우위이다. 이러한 경향은 1950년대 프랑스에서 뿌리를 내렸는데, 오뷔송 태피스트리 스튜디오의 "카툰 작가" 중 한 명인 장 뤼르사가 색상 선택을 간소화하여 생산을 단순화하고, 로잔, 스위스에서 일련의 비엔날레 전시회를 조직함으로써 매체의 부활을 주도했다. 1962년에 개막한 첫 비엔날레에 제출된 폴란드 작품은 상당히 참신했다. 폴란드의 전통 작업장들은 전쟁의 결과로 붕괴되었다. 또한 일반적으로 미술 용품을 구하기 어려웠다. 많은 폴란드 예술가들은 미술 학교 교육의 일환으로 직조를 배웠고, 황마와 사이잘과 같은 비정형적인 재료를 사용하여 매우 개성적인 작품을 만들기 시작했다. 각 비엔날레를 통해 광범위한 섬유에서 혁신적인 구조를 탐구하는 작품들의 인기가 전 세계적으로 울려 퍼졌다.
전쟁 전 미국에는 많은 직조공들이 있었지만, 태피스트리 생산을 위한 지속적인 작업장 시스템은 없었다. 따라서 미국의 직조공들은 주로 독학으로 배우고 자신의 작품을 디자인하고 직조하는 것을 선택했다. 이러한 로잔 전시회를 통해 미국 예술가/직조공들과 전 세계 다른 나라의 직조공들은 실험적인 형태를 향한 폴란드의 경향에 열광했다. 1970년대 내내 거의 모든 직조공들이 당시 유행하던 다양한 기술과 재료를 탐구했다. 이 운동이 새로이 인식된 예술 직조 분야, 즉 "현대 태피스트리"에 기여한 것은 질감, 다양한 재료, 그리고 디자인의 개성을 자유롭게 작업할 수 있는 선택권이었다.
1980년대에는 씨실면 태피스트리 직조 과정이 또 다른 이점인 안정성을 가지고 있다는 것이 분명해졌다. 태피스트리를 매체로 선택한 예술가들은 전 세계적으로 태피스트리 전통을 부활시키고 갱신하려는 국제적인 움직임에 자극을 받고 영감을 받아 광범위한 개인적 표현, 스타일 및 주제를 개발했다. 의뢰 경쟁과 전시 공간 확대는 예술가들이 자신의 목표를 정의하고 달성하는 데 필수적인 요소였다.

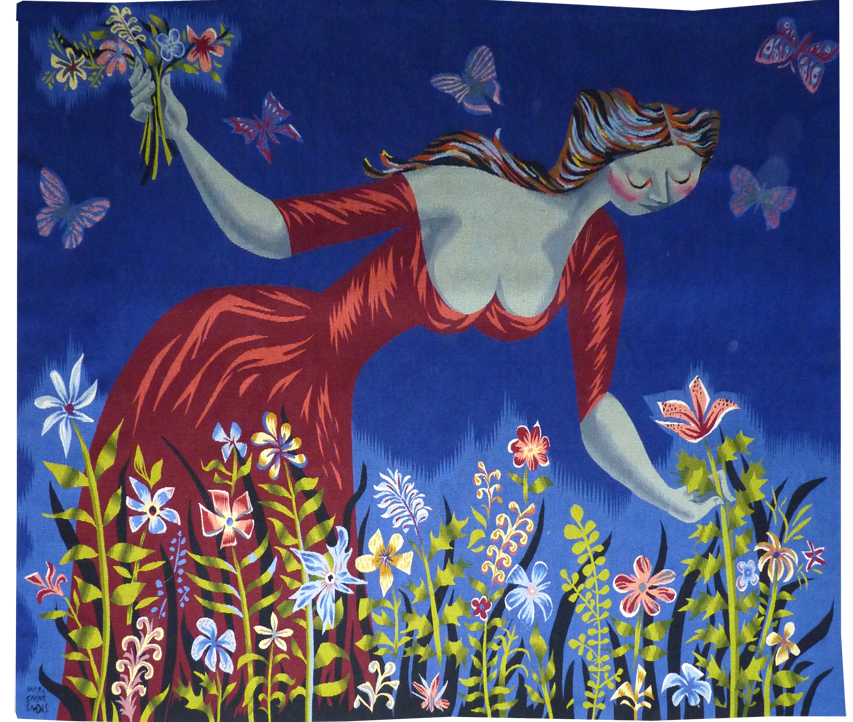
멜라니 부인의 꽃다발, 마르크 생상 1951년.

1980년대에 이러한 보다 전통적인 과정으로 작업하려는 많은 동기는 북부 캘리포니아의 베이 에어리어에서 비롯되었는데, 20년 전 그곳에서 다재다능한 예술가인 마크 아담스는 자신의 태피스트리 디자인 두 점을 전시했다. 그는 지역 건물을 위해 많은 대형 태피스트리를 디자인했다. 이 지역의 또 다른 존경받는 예술가인 할 페인터는 그 10년 동안 자신의 디자인을 직조하며 다작의 태피스트리 예술가가 되었다. 그는 "...현대 섬유 운동의 두 번째 단계인 예술로서의 섬유, 즉 섬유가 더 이상 실용적이지 않고 기능적이지 않고 실내 장식으로 사용될 필요가 없다는 인식을 탄생시키는 데 도움을 준 분위기를 조성한" 주요 예술가 중 한 명이었다.
1980년대 초반에는 많은 예술가들이 더욱 전문성을 갖추기 위해 노력했는데, 이는 종종 샌프란시스코 태피스트리 워크숍과 같이 새로 설립된 아틀리에에서 제공하는 드문 교육 프로그램에 참여하거나 자신의 필요에 맞는 먼 기관으로 여행하는 것을 의미했다. 이러한 현상은 북미뿐만 아니라 유럽과 호주에서도 일어났다.
1986년부터 심사 태피스트리 전시회에 참가할 기회가 생기기 시작했는데, 주로 1982년에 설립된 아메리칸 태피스트리 얼라이언스(ATA)가 1986년부터 격년제 심사 전시회를 조직했기 때문이다. 격년제 전시회는 미국 수공예가 길드 또는 "컨버전스" 컨퍼런스와 동시에 개최되도록 계획되었다. 다른 태피스트리 예술가들의 작품을 볼 수 있는 새로운 가능성과 그러한 장소에서 자신의 작품이 어떻게 평가될지 관찰할 수 있는 능력은 비슷한 생각을 가진 예술가 공동체에 대한 인식을 심오하게 증가시켰다. 전시회를 제작하고 정보를 공유하기 위한 지역 그룹이 형성되었다.
멜버른에서 1988년에 열린 국제 태피스트리 심포지엄은 태피스트리 전담 두 번째 조직인 국제 태피스트리 네트워크(ITNET)로 이어졌고, 많은 예술가들의 더 큰 상호 작용에 대한 열망이 고조되었다. ITNET의 목표는 미국 태피스트리 예술가들과 급성장하는 국제 공동체를 연결하는 것이었다. 디지털 소통이 더 유용한 도구가 되면서 잡지는 1997년에 중단되었다. 세상이 디지털 시대로 접어들면서 전 세계의 태피스트리 예술가들은 서로의 작품을 계속 공유하고 영감을 주고 있다.

중세 유럽의 직기, 작은 조각에 여전히 사용되는 유형. 다른 색상은 표시되지 않음.

그러나 새 천년에 들어서면서 이 분야 내에서 단층선이 드러났다. 샌프란시스코 주립 대학교와 같이 이전에 미술 학과에서 강력한 직조 구성 요소를 가지고 있던 많은 대학들은 컴퓨터 장비에 초점을 맞추면서 더 이상 수동 직조를 선택 사항으로 제공하지 않았다. 이러한 관행을 폐기한 주된 이유는 한 프로젝트 기간 동안 한 명의 학생만이 장비를 사용할 수 있다는 사실 때문이었다. 반면 대부분의 매체(회화나 도예 등)에서는 이젤이나 도예용 물레가 하루에 여러 학생에 의해 사용되었다. 전 세계적으로 다양한 문화권의 사람들이 직업적 및 개인적 용도로 이러한 형태의 장식을 채택하기 시작했다.

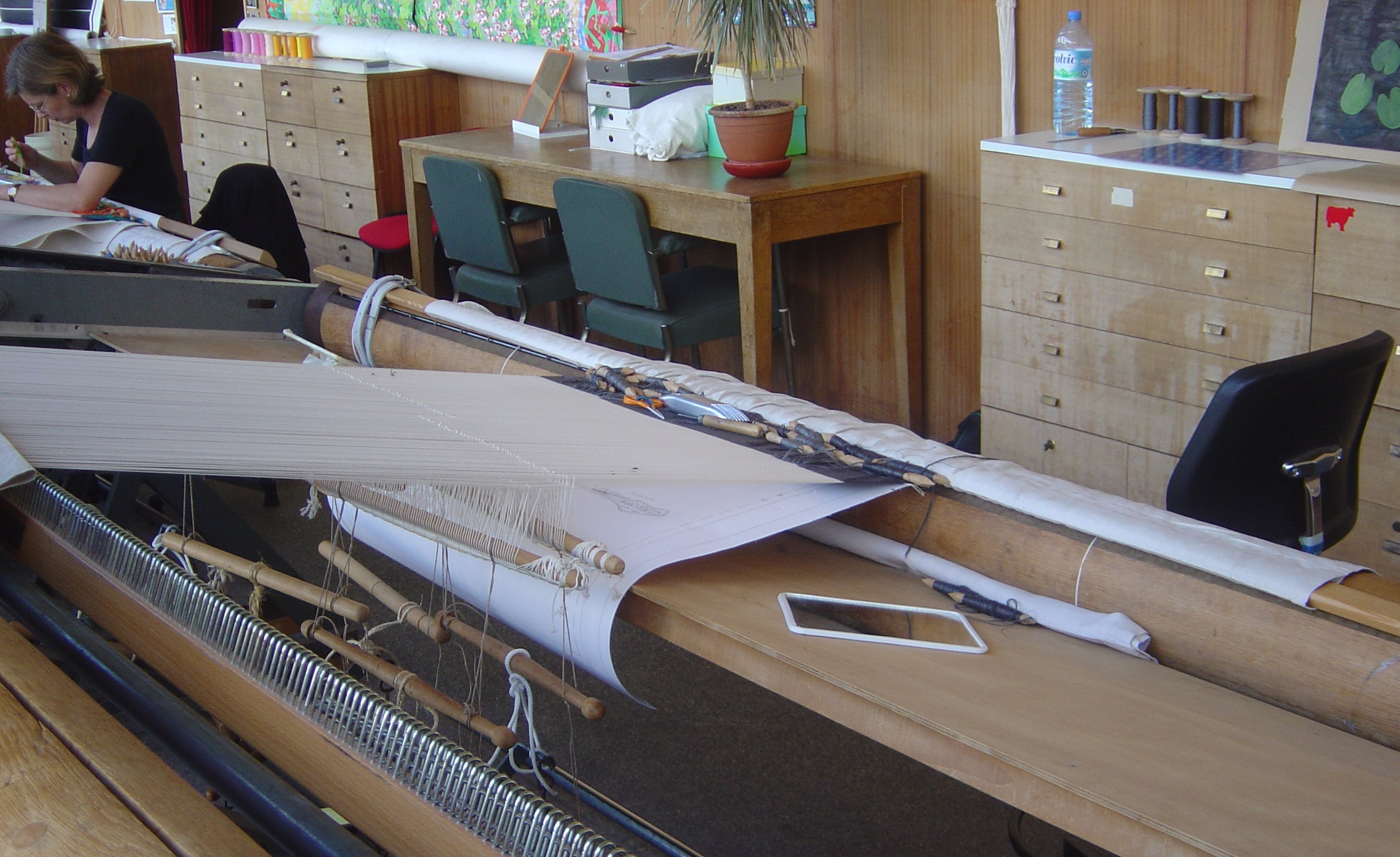
2004년 고블랭 공장의 상업용 바스-리스 태피스트리 직기

동시에 "섬유 예술"은 미술 프로그램에서 가장 인기 있는 매체 중 하나가 되었다. 젊은 예술가들은 섬유로 분류되는 재료를 통해 예술을 창조하는 더 넓은 범위의 과정을 탐구하는 데 관심이 있었다. 이러한 멀티미디어 및 조각적 형태의 변화와 더 빨리 작품을 생산하려는 욕구는 학술 기관 안팎의 현대 태피스트리 예술가들이 그들의 예술 형식에서 가시성을 유지하기 위해 어떻게 보조를 맞출 수 있을지 고심하게 만들었다.
버지니아 커먼웰스 대학교 VCU 예술대학의 교수인 수잔 아이버슨은 자신의 이유를 다음과 같이 설명한다.
복잡한 직조를 여러 해 탐구한 후 태피스트리를 접하게 되었습니다. 태피스트리의 단순함, 그 직접적인 특성에 매료되었습니다. 그것은 제가 형태나 이미지, 질감을 탐구할 수 있게 해주었고, 자체 형태를 유지할 수 있는 구조적 완전성을 가지고 있었습니다. 저는 굵은 실로 짠 태피스트리의 견고한 품질, 즉 그 물체적인 특성을 사랑했습니다.
또 다른 저명한 예술가인 조안 박스터는 다음과 같이 말한다.
태피스트리에 대한 저의 열정은 ECA [에든버러 칼리지 오브 아트] 첫 해에 처음 접한 날 갑자기 찾아왔습니다. 그날 전까지 태피스트리에 대해 의식적으로 생각해 본 적이 없는 것 같지만, 언젠가 제가 이 분야에서 정말 잘할 것이라는 것을 어렴풋이 알고 있었습니다. 그날 이후로 저는 스코틀랜드와 폴란드에서의 학업, 영국과 호주에서 스튜디오 직조공으로 보낸 8년, 그리고 1987년부터 독립적인 태피스트리 예술가로서 태피스트리 분야를 더욱 깊이 파고들 수 있었습니다. 태피스트리 학과의 요구적인 창조 정신은 제가 전문 태피스트리 직조공이자 예술가로서 세상으로 나아가는 데 필요한 자신감, 동기 부여, 자기 훈련을 주었습니다. 젊은 학생으로서 저에게 가장 영감을 주었던 것은 학과의 교수님들이 모두 활발히 활동하고 전시하는 예술가들이었으며, 당시 첨단 국제 섬유 예술 운동에 긍정적으로 참여하고 있었다는 점입니다.
아치 브레넌은 현재 직조 분야에서 60년째 활동하고 있으며, 태피스트리에 대해 이렇게 말한다.
500년 전에는 미학적으로, 기술적으로, 그리고 목적의 다양성 면에서 이미 매우 정교하게 발전했습니다. 오늘날, 명확한 목적의 부재와 희소성 덕분에 저는 새로운 역할을 찾고, 역사적 언어를 확장하며, 무엇보다 저의 강박적이고 창의적인 욕구를 지배할 기회를 얻었습니다. 1967년, 저는 급성장하고 흥미로운 섬유 예술 운동에서 벗어나 직조 태피스트리의 오랜 정립된 그래픽 회화적 역할에 다시 집중하기로 공식적인 결정을 내렸습니다.

## 자카드 태피스트리, 색상 및 사람의 눈

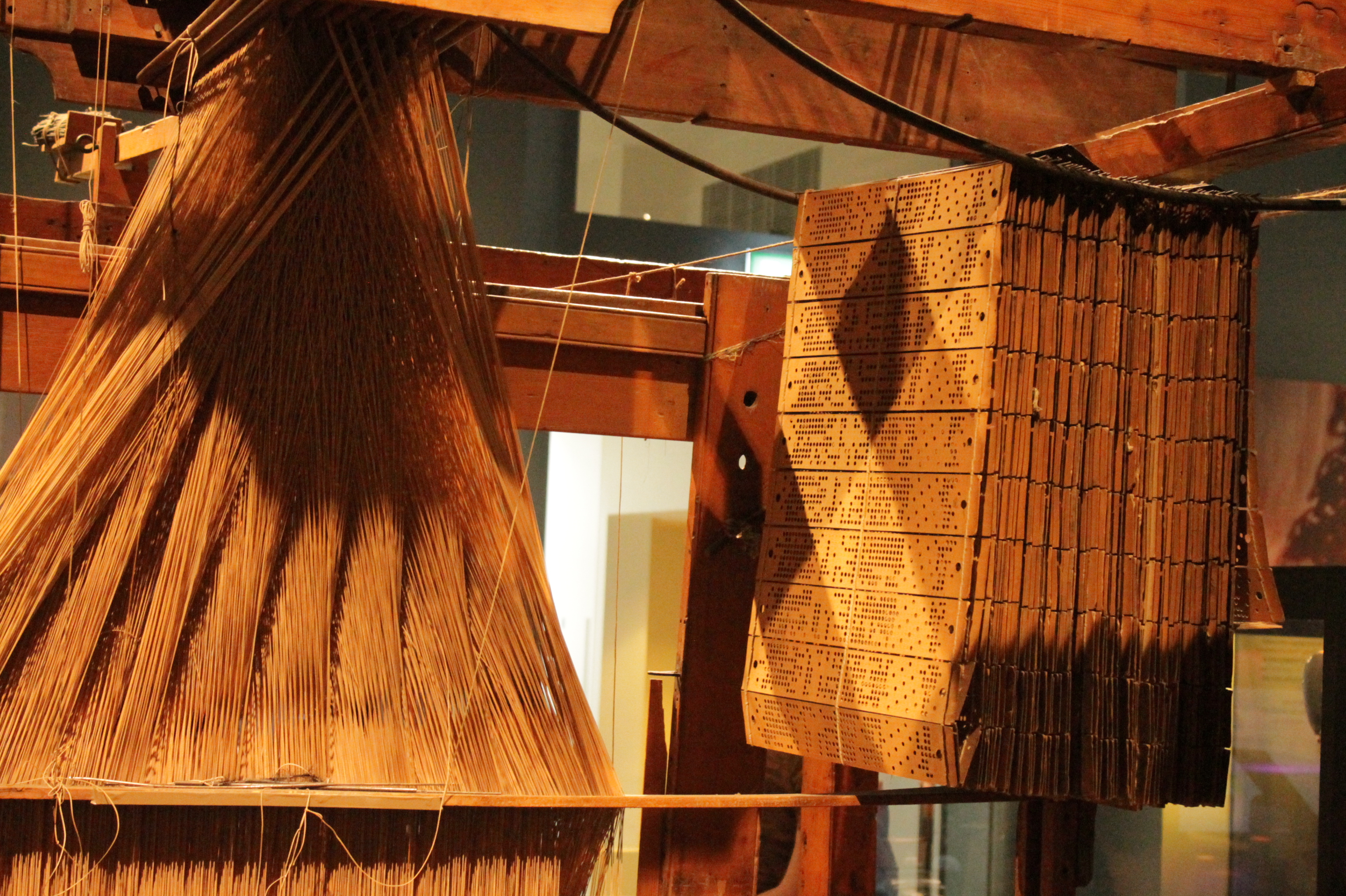
스코틀랜드 국립 박물관에 전시된 정보 펀치 카드가 있는 자카드 직기

태피스트리라는 용어는 자카드 직기로 제작된 대형 구상적 씨실면 직물에도 사용될 수 있다. 1990년대 이전에는 자카드 직기 기술을 사용하여 태피스트리 실내 장식 직물과 중세의 유명한 태피스트리 복제품이 제작되었지만, 최근에는 척 클로스, 패트릭 리히티, 매그놀리아 에디션스와 같은 예술가들이 컴퓨터화된 자카드 공정을 순수 예술 제작에 적용했다.
일반적으로 태피스트리는 숫자대로 색칠하기와 유사한 과정을 통해 원본 디자인에서 번역된다. 카툰은 영역으로 나뉘고, 각 영역에는 표준 팔레트를 기반으로 단색이 할당된다. 그러나 자카드 직조에서는 반복되는 다색 날실과 씨실의 연속이 광학적으로 혼합된 색상을 생성하는 데 사용될 수 있다. 즉, 사람의 눈은 실의 조합된 값을 단일 색상으로 인식한다.
이러한 방법은 태피스트리 매체에서 발견된 발견에서 유래한 점묘법과 유사하다. 이 양식의 19세기 출현은 기본 및 중간 색상의 색상환을 개발한 프랑스 화학자 미셸 외젠 슈브뢸의 영향으로 거슬러 올라간다. 슈브뢸은 파리의 고블랭 태피스트리 공장에서 염색 공장의 책임자로 일했는데, 그곳에서 그는 특정 실의 인지된 색상이 주변 실의 영향을 받는다는 것을 발견했으며, 이를 "동시 대비" 현상이라고 불렀다. 슈브뢸의 작업은 레오나르도 다 빈치와 괴테가 정립한 색채 이론의 연속이었고, 그의 작업은 외젠 들라크루아와 조르주 쇠라를 포함한 화가들에게 영향을 미쳤다.
슈브뢸이 명확히 밝힌 원리는 현대 텔레비전 및 컴퓨터 디스플레이에도 적용되는데, 이들은 작은 빨간색, 녹색, 파란색(RGB) 빛 점을 사용하여 색상을 렌더링하며, 각 복합체를 화소라고 부른다.

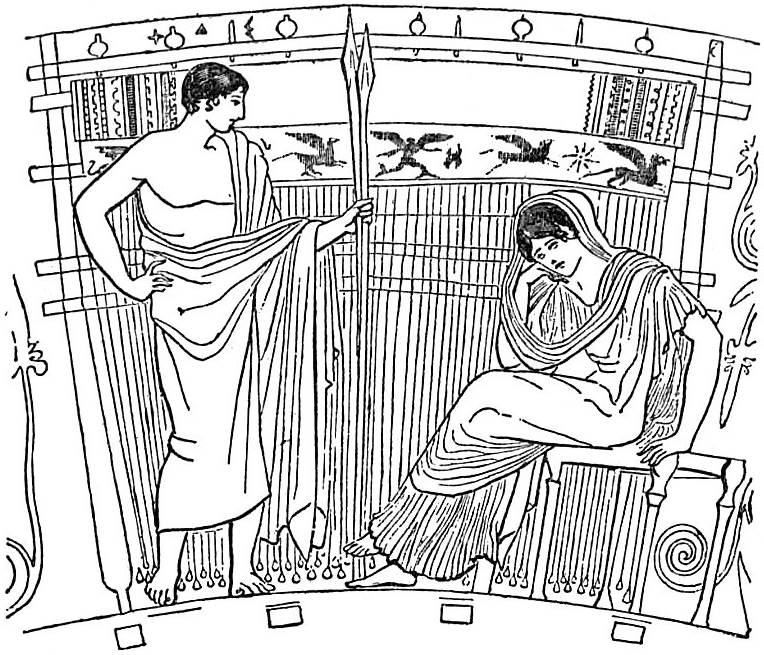
페넬로페가 날실 가중 태피스트리 직조기에서 작업하는 모습, 고대 그리스 화병 후기
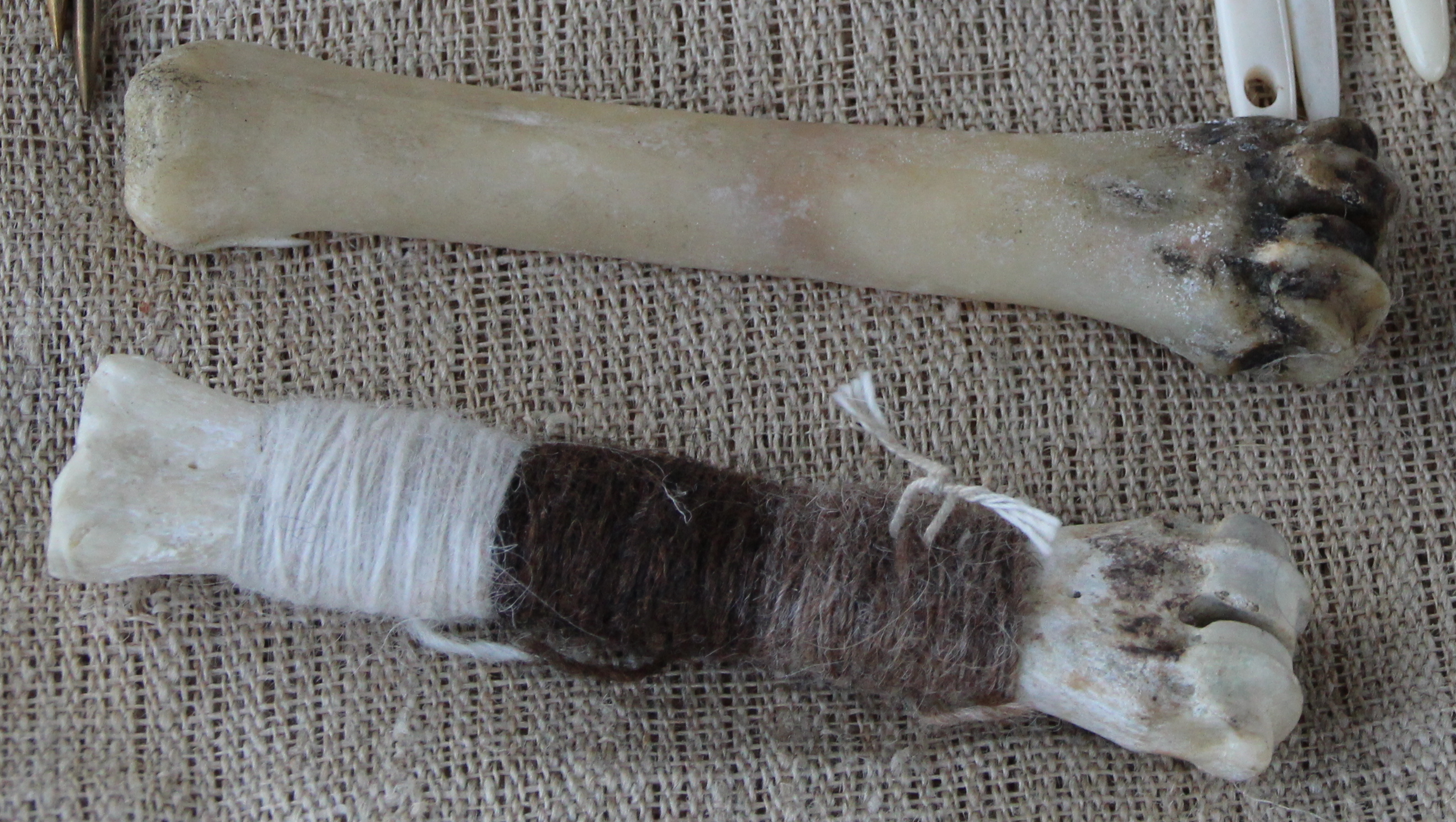
실제 포족골로 만든 태피스트리 뼈, 갈로로마인 복제품
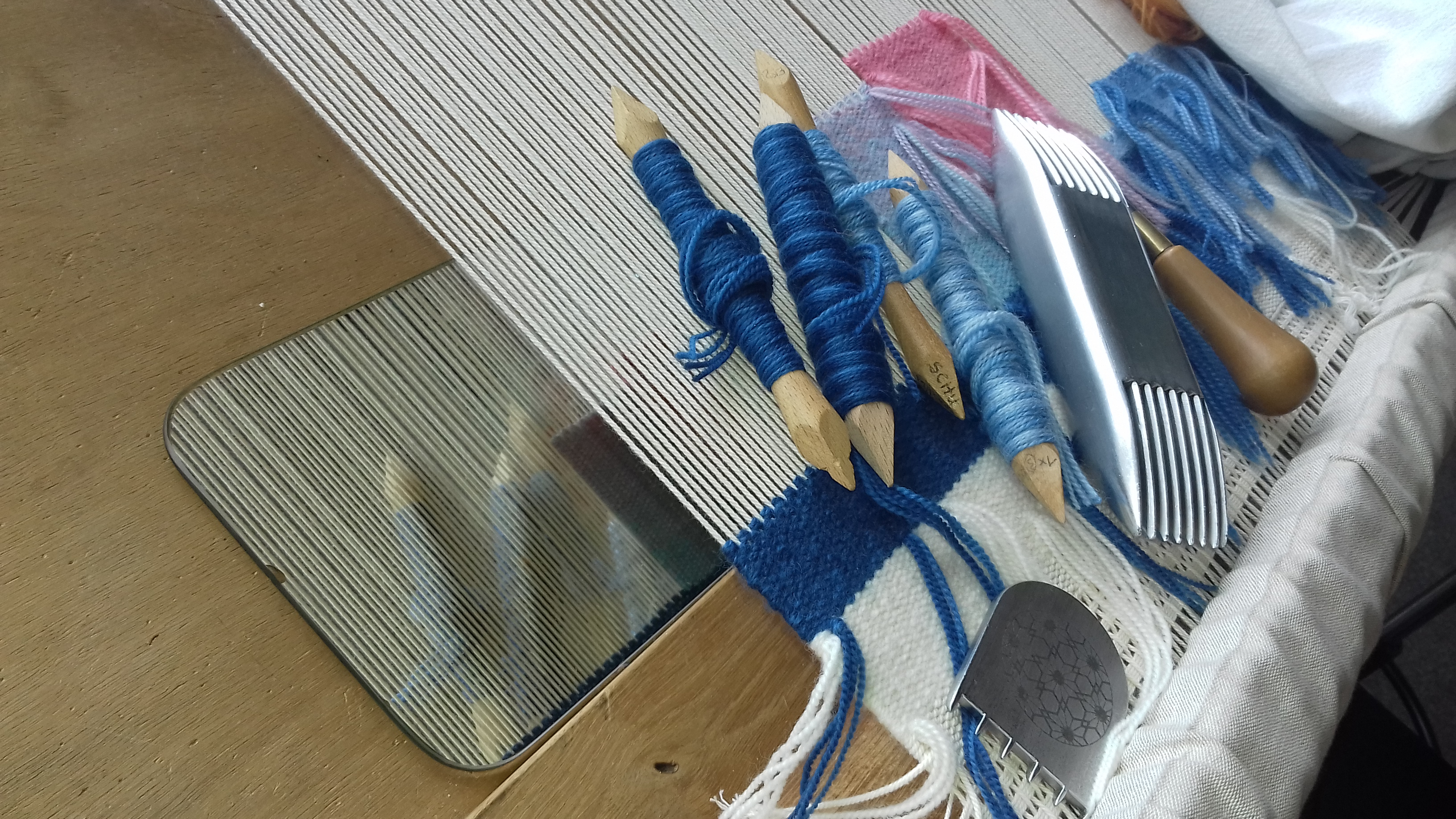
직조기 위의 태피스트리 도구들: 거울, 뼈(실로 감싼), 스크레이퍼(짧은 이빨), 무거운 빗(양면, 씨실을 치는), 그리고 송곳 (끝이 숨겨져 있음).
- 틸뷔르흐 텍스타일 박물관에서 미델뷔르흐 신교회를 위한 태피스트리를 직조하는 동력 직조기.

## 유명 태피스트리 목록

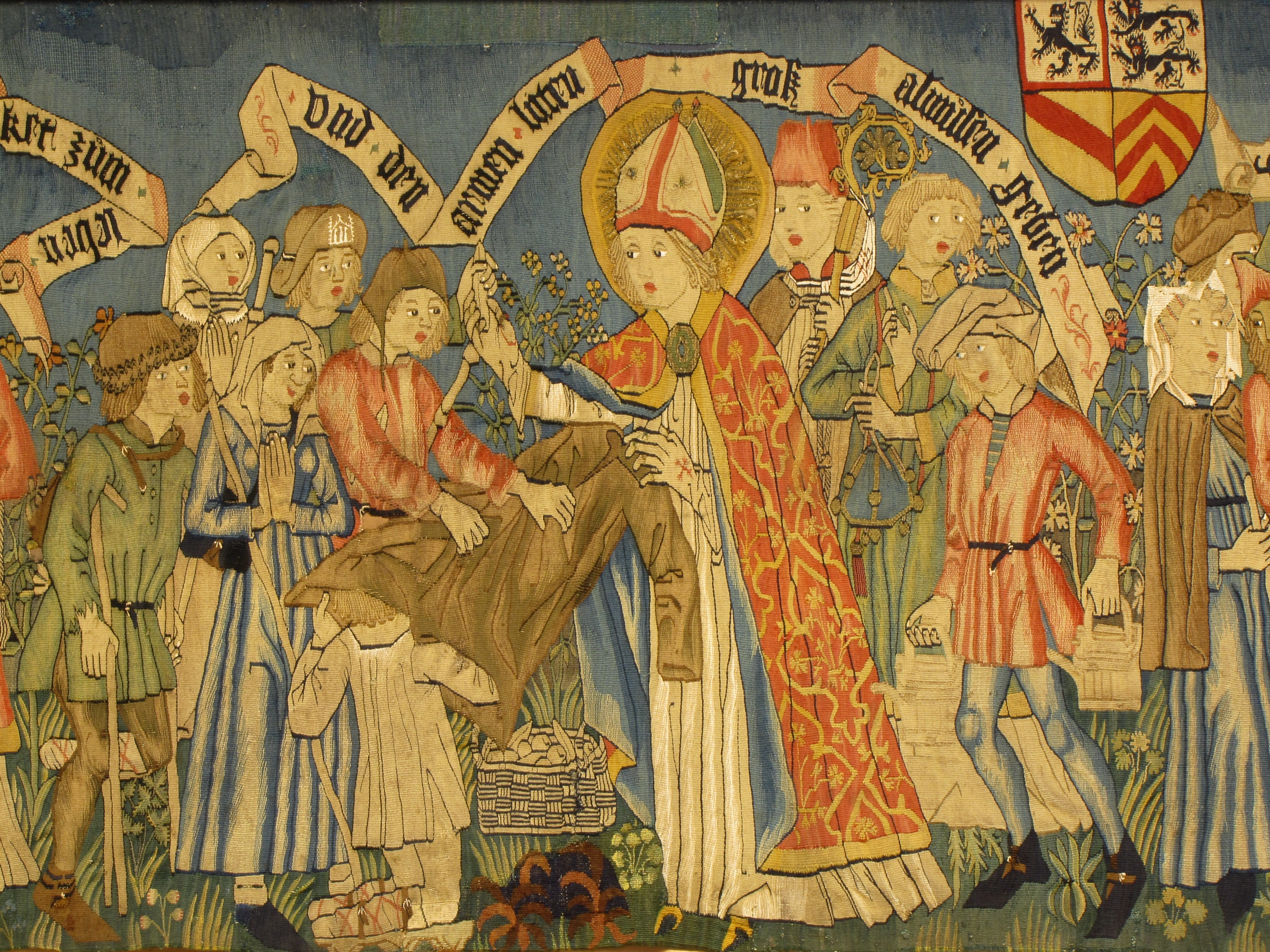
성 아델프가 가난한 자들에게 옷을 주는 장면, 성 아델프의 생애와 기적 태피스트리 중 일부, 1510년경(뇌빌레르레사베른의 성 베드로와 바오로 교회)

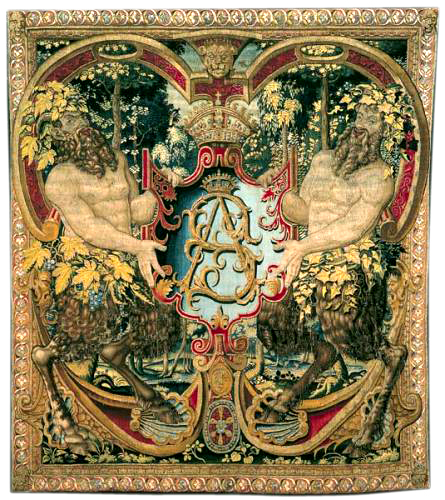
폴란드/리투아니아의 지그문트 2세 아우구스트 왕의 모노그램 "SA"가 있는 태피스트리, 브뤼셀, 1555년경. 유명한 야기에우워 왕가 태피스트리의 일부이며, 바벨 (크라쿠프) 태피스트리 또는 바벨 아라스라고도 불린다.

- 호메로스의 일리아스 3권에서 언급된 트로이 전쟁 태피스트리. 이리스가 라오디케로 변장하여 헬레네를 발견하는데, 헬레네는 "자신을 위해 아레스가 싸우게 한 트로이인들과 아카이아인 사이의 전투를 자수하고 있는 큰 자주색 아마포 직물"에서 작업하고 있었다. 일리아스의 구성이 약 700년에 걸쳐 이루어졌지만, 이 직조 방법이 기원전 8세기 또는 그 이전에 보편적으로 사용되었다는 점은 주목할 만하다.
- 산풀 태피스트리, 모직 벽걸이, 기원전 3~2세기, 산풀, 우루무치시 신장 위구르 자치구 박물관.
- 헤스티아 태피스트리, 6세기, 비잔틴 이집트, 덤바턴 오크스 컬렉션.
- 성 게레온 천 – 11세기 초, 현존하는 가장 오래된 유럽 태피스트리.
- 창조의 태피스트리, 11세기, 스페인. 종교 장면이 있는 대형 바느질 걸개
- 외베르호그달 태피스트리 – 1040년에서 1170년 사이의 바이킹 걸개.
- 바이외 태피스트리는 자수 천이며—실제 태피스트리가 아니다—길이가 거의 70 미터 (230 ft)에 달하며, 노르만인의 잉글랜드 정복으로 이어진 사건들을 묘사하며, 1070년대에 바이외가 아닌 잉글랜드에서 만들어졌을 가능성이 높다.
- 요한의 묵시록 태피스트리는 요한의 묵시록의 장면을 묘사한다. 1373년에서 1382년 사이에 직조되었다. 원래 140 m (459 ft)였으며, 남아있는 100m는 앙제성, 앙제에 전시되어 있다.
- 라 담 아 라 리코르네(귀부인과 일각수) 6부작, 파리 클뤼니 호텔에 소장.
- 데번셔 사냥 태피스트리는 15세기 중반의 플랑드르 태피스트리 4점 세트로, 15세기 초 유행했던 의상을 입은 남녀가 숲에서 사냥하는 모습을 묘사한다. 이 태피스트리들은 이전에는 데번셔 공작의 소유였으며 현재는 빅토리아 앨버트 박물관에 있다.
- 트라야누스와 헤르킨발트의 정의, 1450년경의 태피스트리.
- 명예의 승리, 1500년대 플랑드르에서 제작된 태피스트리.

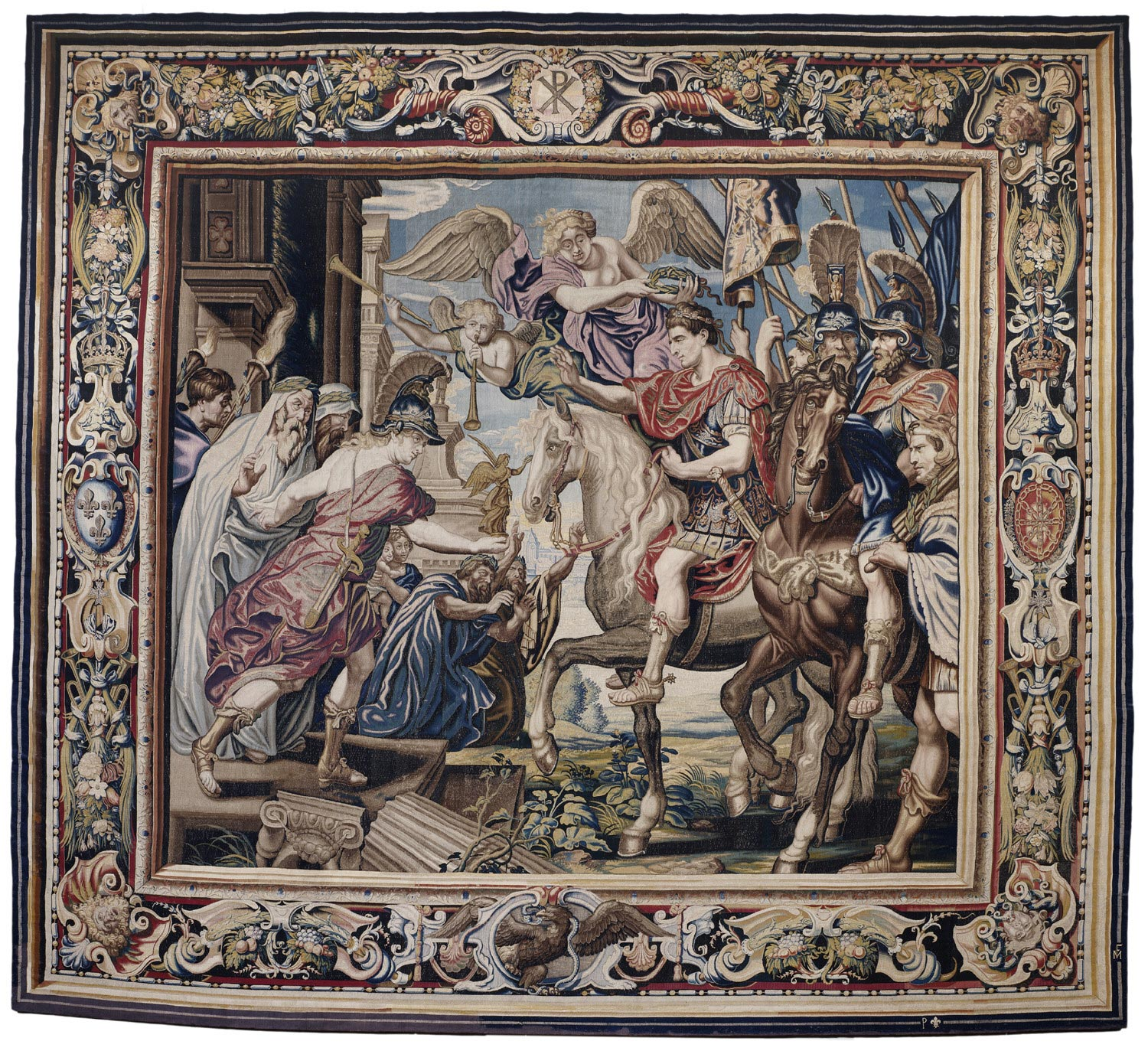
페테르 파울 루벤스와 피에트로 다 코르토나가 디자인한 콘스탄티누스의 역사 중 콘스탄티누스의 로마 개선문, 1622년

- 일각수 사냥은 1495년부터 1505년까지의 7부작 태피스트리로, 현재 뉴욕 메트로폴리탄 미술관의 클로이스터스에 전시되어 있다.
- 막시밀리앙의 사냥은 베르나르트 판 오를레이의 디자인을 바탕으로 브뤼셀에서 직조된 12개의 태피스트리 시리즈이다.
- 성 아델프의 생애와 기적, 15세기 후반 또는 16세기 초반의 태피스트리 연작 (4점 남아있음), 요스트 할러의 디자인을 바탕으로 했을 가능성이 있음, 총 길이 20 m (66 ft), 뇌빌레르레사베른의 성 베드로와 바오로 교회에 소장.
- 라파엘로 산치오가 1515–16년에 시스티나 경당을 위해 디자인한 태피스트리, 이를 위한 라파엘로 카르퉁 또는 채색 디자인도 남아 있다.
- 야기에우워 왕가 태피스트리, (16세기 중반) 폴란드 크라쿠프의 바벨성에 소장된 134점의 태피스트리 컬렉션으로, 다양한 종교적, 자연적, 왕실 주제를 보여준다. 아라스에서 제작된 이 유명한 태피스트리들은 1506년에서 1572년 사이에 재위했던 폴란드 왕 지그문트 1세와 지그문트 2세 아우구스트에 의해 수집되었다.
- 발루아 태피스트리는 1560년대와 1570년대 프랑스의 왕실 축제를 묘사한 8점의 걸개 연작이다.
- 콘스탄티누스의 역사, 페테르 파울 루벤스와 이탈리아 예술가 피에트로 다 코르토나가 1622년에 디자인한 태피스트리 시리즈.
- 폴리도로스의 죽음, 호메로스의 일리아스에서 한 장면을 보여주는 7점의 태피스트리 세트 중 하나.
- 플랑드르 태피스트리의 가장 큰 소장품은 스페인 왕실 소장품에 있으며, 프란시스코 고야 등이 디자인한 스페인 태피스트리뿐만 아니라 8000미터 길이의 역사적인 플랑드르 태피스트리가 있다. 산일데폰소 라 그란하 왕궁에 특별한 박물관이 있으며, 다른 태피스트리들은 다양한 역사적 건물에 전시되어 있다.
- 텐튀르 데 잔드(Tentures des Indes)는 1708년에서 1710년 사이에 제작된 10점의 태피스트리 세트로, 유명한 프랑스 제조업체인 고블랭 제조소가 제작한 유일하게 온전한 컬렉션이다. 이들은 발레타 구호기사단 총장궁의 태피스트리 방에 원래 위치에 그대로 걸려 있다.
- 목가적인 즐거움, 또는 "레자뮈즈망 샹페트르"로도 알려진 이 작품은 1720년에서 1730년 사이에 장바티스트 우드리가 디자인한 8점의 보베 태피스트리 시리즈이다.
- 프레스턴팬스 태피스트리는 보니 프린스 찰리와 프레스턴팬스 전투의 이야기를 담고 있는 104 미터 길이의 자수 (공예) 작품이다.
- 르 부케 (1951)는 마르크 생상의 작품으로, 1950년대 프랑스 태피스트리 중 가장 훌륭하고 대표적인 작품에 속한다. 자연과 전원 생활 장면을 선호하는 생상의 취향을 잘 보여준다.[67]
- 평화의 승리 (1953)는 피터 콜프스의 작품이다. 유엔 본부 총회 대표 로비에 전시되어 있으며, 제작 당시 43.5 x 28.5피트 (13.3 m x 8.7 m)로 세계에서 가장 큰 벽화 태피스트리였다.[68]
- 영광의 그리스도, (1962) 코번트리 대성당을 위해 그레이엄 서덜랜드가 디자인했다. 1990년대까지 이것은 세계에서 가장 큰 수직 태피스트리였다.
- 월드 트레이드 센터 태피스트리, 호안 미로와 호세프 로요가 1973년에 만든 대형 태피스트리.
- 퀘이커 태피스트리 (1981–1989)는 17세기부터 현재까지 퀘이커교의 역사를 이야기하는 현대적인 자수 (공예) 패널 세트이다.
- 신세계 태피스트리는 1980년대에 시작된 267피트 길이의 자수로, 1583년에서 1648년 사이에 아메리카 대륙의 식민지화를 묘사하며, 현재는 없어진 영국 제국 및 영연방 박물관에 전시되었다.
- 스코틀랜드 대태피스트리는 160개의 수제 자수 패널로 이루어진 현대적인 자수 천 시리즈로, 기원전 8500년부터 2013년까지의 스코틀랜드 역사의 측면을 묘사한다. 길이는 143미터 (469 ft)로 세계에서 가장 긴 태피스트리이다.